# Lista i wyniki gal UFC na terenie Azji
Lista i wyniki gal UFC na terenie Azji.

## Lista gal
| Nr | Gala                                                | Data                 | Miejsce                                                           | Frekwencja widowni |
| -- | --------------------------------------------------- | -------------------- | ----------------------------------------------------------------- | ------------------ |
| 1  | UFC Japan: Ultimate Japan                           | 21 grudnia 1997      | Yokohama Arena, Jokohama, Japonia                                 | 5 000              |
| 2  | UFC 23                                              | 19 listopada 1999    | Tokyo Bay NK Hall, Tokio, Japonia                                 | ?                  |
| 3  | UFC 25                                              | 14 kwietnia 2000     | Yoyogi National Gymnasium, Tokio, Japonia                         | ?                  |
| 4  | UFC 29                                              | 16 grudnia 2000      | Differ Ariake, Tokio, Japonia                                     | 1 414              |
| 5  | UFC 112                                             | 10 kwietnia 2010     | Concert Arena, Yas Island, Abu Zabi, Zjednoczone Emiraty Arabskie | 11 008             |
| 6  | UFC 144                                             | 26 lutego 2012       | Saitama Super Arena, Saitama, Japonia                             | 21 000             |
| 7  | UFC on Fuel TV: Franklin vs. Le                     | 10 listopada 2012    | CotaiArena, Makau, Chiny                                          | 8 415              |
| 8  | UFC on Fuel TV: Silva vs. Stann                     | 3 marca 2013         | Saitama Super Arena, Saitama, Japonia                             | 14 682             |
| 9  | UFC Fight Night: Saffiedine vs. Lim                 | 4 stycznia 2014      | Marina Bay Sands, Marina Bay, Singapur                            | 5 216              |
| 10 | The Ultimate Fighter China Finale: Kim vs. Hathaway | 1 marca 2014         | CotaiArena, Makau, Chiny                                          | 6 000              |
| 11 | UFC Fight Night: Nogueira vs. Nelson                | 11 kwietnia 2014     | du Arena, Abu Zabi, Zjednoczone Emiraty Arabskie                  | 7 693              |
| 12 | UFC Fight Night: Bisping vs. Le                     | 23 sierpnia 2014     | CotaiArena, Makau, Chiny                                          | 7 022              |
| 13 | UFC Fight Night: Hunt vs. Nelson                    | 20 września 2014     | Saitama Super Arena, Saitama, Japonia                             | 12 395             |
| 14 | UFC Fight Night: Edgar vs. Faber                    | 16 maja 2015         | Mall of Asia Arena, Pasay, Filipiny                               | 13 446             |
| 15 | UFC Fight Night: Barnett vs. Nelson                 | 27 września 2015     | Saitama Super Arena, Saitama, Japonia                             | 10 137             |
| 16 | UFC Fight Night: Henderson vs. Masvidal             | 28 listopada 2015    | Olympic Gymnastics Arena, Seul, Korea Południowa                  | 12 156             |
| 17 | UFC Fight Night: Holm vs. Correia                   | 17 czerwca 2017      | Singapore Indoor Stadium, Kallang, Singapur                       | 8 414              |
| 18 | UFC Fight Night: Saint Preux vs. Okami              | 23 września 2017     | Saitama Super Arena, Saitama, Japonia                             | 8 571              |
| 19 | UFC Fight Night: Bisping vs. Gastelum               | 25 listopada 2017    | Mercedes-Benz Arena, Szanghaj, Chiny                              |                    |
| 20 | UFC Fight Night: Cowboy vs. Edwards                 | 23 czerwca 2018      | Singapore Indoor Stadium, Kallang, Singapur                       | 6 419              |
| 21 | UFC Fight Night: Blaydes vs. Ngannou 2              | 24 listopada 2018    | Cadillac Arena, Pekin, Chiny                                      | 10 302             |
| 22 | UFC Fight Night: Andrade vs. Zhang                  | 31 sierpnia 2019     | Shenzhen Universiade Sports Centre, Shenzhen, Chiny               | 10 302             |
| 23 | UFC 242                                             | 7 września 2019      | The Arena, Abu Zabi, Zjednoczone Emiraty Arabskie                 | ?                  |
| 24 | UFC Fight Night: Maia vs. Askren                    | 26 października 2019 | Singapore Indoor Stadium, Kallang, Singapur                       | 7 155              |
| 25 | UFC Fight Night: Edgar vs. The Korean Zombie        | 21 grudnia 2019      | Sajik Arena, Busan, Korea Południowa                              | 10 651             |
| 26 | UFC 251                                             | 12 czerwca 2020      | du Forum, Abu Zabi, Zjednoczone Emiraty Arabskie                  | 0*                 |
| 27 | UFC on ESPN: Kattar vs. Ige                         | 16 lipca 2020        | du Forum, Abu Zabi, Zjednoczone Emiraty Arabskie                  | 0*                 |
| 28 | UFC Fight Night: Figueiredo vs. Benavidez 2         | 19 lipca 2020        | du Forum, Abu Zabi, Zjednoczone Emiraty Arabskie                  | 0*                 |
| 29 | UFC on ESPN: Whittaker vs. Till                     | 26 lipca 2020        | du Forum, Abu Zabi, Zjednoczone Emiraty Arabskie                  | 0*                 |
| 30 | UFC 253                                             | 27 września 2020     | du Forum, Abu Zabi, Zjednoczone Emiraty Arabskie                  | 0*                 |
| 31 | UFC on ESPN: Holm vs. Aldana                        | 4 października 2020  | du Forum, Abu Zabi, Zjednoczone Emiraty Arabskie                  | 0*                 |
| 32 | UFC Fight Night: Moraes vs. Sandhagen               | 11 października 2020 | du Forum, Abu Zabi, Zjednoczone Emiraty Arabskie                  | 0*                 |
| 33 | UFC Fight Night: Ortega vs. The Korean Zombie       | 18 października 2020 | du Forum, Abu Zabi, Zjednoczone Emiraty Arabskie                  | 0*                 |
| 34 | UFC 254                                             | 24 października 2020 | du Forum, Abu Zabi, Zjednoczone Emiraty Arabskie                  | 0*                 |
| 35 | UFC on ABC: Holloway vs. Kattar                     | 16 stycznia 2021     | Etihad Arena, Abu Zabi, Zjednoczone Emiraty Arabskie              | 2 000              |
| 36 | UFC on ESPN: Chiesa vs. Magny                       | 20 stycznia 2021     | Etihad Arena, Abu Zabi, Zjednoczone Emiraty Arabskie              | 2 000              |
| 37 | UFC 257                                             | 24 stycznia 2021     | Etihad Arena, Abu Zabi, Zjednoczone Emiraty Arabskie              | 2 600              |
| 38 | UFC 267                                             | 30 października 2021 | Etihad Arena, Abu Zabi, Zjednoczone Emiraty Arabskie              | 10 171             |
| 39 | UFC 275                                             | 12 czerwca 2022      | Singapore Indoor Stadium, Kallang, Singapur                       | 10 787             |
| 40 | UFC 280                                             | 22 października 2022 | Etihad Arena, Abu Zabi, Zjednoczone Emiraty Arabskie              | 13 400             |
| 41 | UFC Fight Night: Holloway vs. The Korean Zombie     | 26 sierpnia 2023     | Singapore Indoor Stadium, Kallang, Singapur                       | 10 263             |
| 42 | UFC 294                                             | 21 października 2023 | Etihad Arena, Abu Zabi, Zjednoczone Emiraty Arabskie              | Nie ogłoszono      |
| 43 | UFC Fight Night: Whittaker vs. Aliskerov            | 22 czerwca 2024      | Kingdom Arena, Rijad, Arabia Saudyjska                            | 12 000             |
| 44 | UFC Fight Night: Nurmagomedov vs. Sandhagen         | 3 sierpnia 2024      | Etihad Arena, Abu Zabi, Zjednoczone Emiraty Arabskie              | Nie ogłoszono      |
| 45 | UFC 308                                             | 26 października 2024 | Etihad Arena, Abu Zabi, Zjednoczone Emiraty Arabskie              | Nie ogłoszono      |
| 46 | UFC Fight Night: Yan vs. Figueiredo                 | 23 listopada 2024    | Galaxy Arena, Makau, Chiny                                        | 12 615             |
| 47 | UFC Fight Night: Adesanya vs. Imavov                | 1 lutego 2025        | ANB Arena, Rijad, Arabia Saudyjska                                | Nie ogłoszono      |
| 48 | UFC Fight Night Whittaker vs. de Ridder             | 26 lipca 2025        | Etihad Arena, Abu Zabi, Zjednoczone Emiraty Arabskie              | Nie ogłoszono      |
| 49 | UFC Fight Night: Zhang vs. Walker                   | 23 sierpnia 2025     | Shanghai Indoor Stadium, Szanghaj                                 |                    |
| 50 | UFC 321                                             | 25 października 2025 | Etihad Arena, Abu Zabi, Zjednoczone Emiraty Arabskie              |                    |
| 50 | UFC Fight Night: TBA vs. TBA                        | 22 listopada 2025    | ?, Doha                                                           |                    |

- bez udziału publiczności z powodu pandemii Covid-19

## Wykaz miast azjatyckich w których gościło UFC
"stan na 27 lipca 2025"
- Abu Zabi - 21 razy
- Saitama - 5 razy
- Makau - 4 razy
- Kallang - 4 razy
- Tokio - 3 razy
- Rijad - 2 razy
- Pekin - 1 raz
- Shenzhen - 1 raz
- Szanghaj - 1 raz
- Yokohama - 1 raz
- Busan - 1 raz
- Pasay - 1 raz
- Marina Bay - 1 raz

## Wyniki gal

### UFC Japan: Ultimate Japan
Walka Wieczoru:
- Walka o pas mistrzowski UFC w kategorii ciężkiej:  Maurice Smith –  Randy Couture

Zwycięstwo Couture przez większościową decyzję sędziów

Karta Główna:
- Walka finałowa turnieju w kategorii ciężkiej:  Marcus Silveira –  Kazushi Sakuraba

Zwycięstwo Sakuraby przez poddanie w 1 rundzie
- Walka w kategorii ciężkiej:  Vitor Belfort –  Joe Charles

Zwycięstwo Belforta przez poddanie w 1 rundzie
- Walka o pas mistrzowski UFC w kategorii półciężkiej:  Kevin Jackson –  Frank Shamrock

Zwycięstwo Shamrocka przez poddanie w 1 rundzie
- Walka półfinałowa turnieju w kategorii ciężkiej :  Marcus Silveira –  Kazushi Sakuraba

No Contest
- Walka półfinałowa turnieju w kategorii ciężkiej :  Yoji Anjo –  David Abbott

Zwycięstwo Abbotta przez jednogłośną decyzję sędziów
Karta Wstępna:
- Walka rezerwowa turnieju w kategorii ciężkiej:  Brad Kohler –  Tra Telligman

Zwycięstwo Telligmana przez poddanie w 1 rundzie

### UFC 23
Walka Wieczoru:
- Walka o wakujący pas mistrzowski UFC w kategorii ciężkiej:  Kevin Randleman –  Pete Williams

Zwycięstwo Randlemana przez jednogłośną decyzję sędziów
Karta Główna:
- Walka w kategorii ciężkiej:  Pedro Rizzo –  Tsuyoshi Kosaka

Zwycięstwo Rizzo przez TKO w 3 rundzie
- Walka w kategorii średniej:  Jason DeLucia –  Joe Slick

Zwycięstwo Slicka przez TKO w 1 rundzie
- Walka w kategorii średniej:  Keiichiro Yamamiya –  Eugene Jackson

Zwycięstwo Jacksona przez KO w 3 rundzie
- Walka finałowa turnieju w kategorii średniej:  Katsuhisa Fujii –  Kenichi Yamamoto

Zwycięstwo Yamamoto przez poddanie w 2 rundzie
Karta Wstępna:
- Walka półfinałowa w kategorii średniej:  Katsuhisa Fujii –  Masutatsu Yano

Zwycięstwo Fujiiego przez TKO w 2 rundzie
- Walka półfinałowa w kategorii średniej:  Daiju Takase –  Kenichi Yamamoto

Zwycięstwo Yamamoto przez jednogłośną decyzję sędziów

### UFC 25
Walka Wieczoru:
- Walka wakujący pas mistrzowski UFC w kategorii półciężkiej:  Wanderlei Silva –  Tito Ortiz

Zwycięstwo Ortiza przez jednogłośną decyzję sędziów
Karta Główna:
- Walka w kategorii średniej:  Murilo Bustamante –  Yoji Anjo

Zwycięstwo Bustamante przez poddanie w 2 rundzie
- Walka w kategorii średniej:  Sanae Kikuta –  Eugene Jackson

Zwycięstwo Kikuty przez poddanie w 1 rundzie
- Walka w kategorii ciężkiej:  Satoshi Honma –  Ron Waterman

Zwycięstwo Watermana przez jednogłośną decyzję sędziów
Karta Wstępna:
- Walka w kategorii średniej:  Ikuhisa Minowa –  Joe Slick

Zwycięstwo Minowy przez TKO w 3 rundzie
- Walka w kategorii lekkiej:  Koji Oishi –  LaVerne Clark

Zwycięstwo Clarka przez większościową decyzję sędziów

### UFC 29
Walka Wieczoru:
- Walka o pas mistrzowski UFC w kategorii średniej:  Tito Ortiz –  Yuki Kondo

Zwycięstwo Ortiza przez poddanie w 1 rundzie
Karta Główna:
- Walka o pas mistrzowski UFC w kategorii lekkiej:  Pat Miletich –  Kenichi Yamamoto

Zwycięstwo Mileticha przez poddanie w 2 rundzie
- Walka w kategorii średniej:  Yoji Anjo –  Matt Lindland

Zwycięstwo Lindlanda przez TKO w 1 rundzie
- Walka w kategorii półśredniej:  Fabiano Iha –  Daiju Takase

Zwycięstwo Ihy przez TKO w 1 rundzie
- Walka w kategorii średniej:  Lance Gibson Sr. –  Evan Tanner

Zwycięstwo Tannera przez TKO w 1 rundzie
Karta Wstępna:
- Walka w kategorii półśredniej:  Dennis Hallman –  Matt Hughes

Zwycięstwo Hallmana przez poddanie w 1 rundzie
- Walka w kategorii półciężkiej:  Chuck Liddell –  Jeff Monson

Zwycięstwo Liddella przez jednogłośną decyzję sędziów

### UFC 112
Walka Wieczoru:
- Walka o pas mistrzowski UFC w kategorii średniej:  Anderson Silva –  Demian Maia

Zwycięstwo Silvy przez jednogłośną decyzję sędziów
Karta Główna:
- Walka o pas mistrzowski UFC w kategorii lekkiej:  B.J. Penn –  Frankie Edgar

Zwycięstwo Edgara przez jednogłośną decyzję sędziów
- Walka w kategorii półśredniej:  Renzo Gracie –  Matt Hughes

Zwycięstwo Hughesa przez TKO w 3 rundzie
- Walka w kategorii lekkiej:  Rafael dos Anjos –  Terry Etim

Zwycięstwo Dos Anjosa przez poddanie w 2 rundzie
- Walka w kategorii średniej:  Kendall Grove –  Mark Muñoz

Zwycięstwo Muñoza przez TKO w 2 rundzie
Karta Wstępna:
- Walka w kategorii półciężkiej:  Alexander Gustafsson –  Phil Davis

Zwycięstwo Davisa przez poddanie w 1 rundzie
- Walka w kategorii półśredniej:  Nick Osipczak –  Rick Story

Zwycięstwo Story'ego przez niejednogłośną decyzję sedziów
- Walka w kategorii półśredniej:  Brad Blackburn –  DaMarques Johnson

Zwycięstwo Johnsona przez KO w 3 rundzie
- Walka w kategorii półśredniej:  Paul Kelly –  Matt Veach

Zwycięstwo Veacha przez poddanie w 2 rundzie
- Walka w kategorii ciężkiej:  Mostapha Al Turk –  Jon Madsen

Zwycięstwo Madsena przez jednogłośną decyzję sędziów

Nagrody bonusowe:
- Walka wieczoru →  Kendall Grove –  Mark Muñoz
- Poddanie wieczoru →  Rafael dos Anjos
- Nokaut wieczoru →  DaMarques Johnson

### UFC 144
Walka Wieczoru:
- Walka o pas mistrzowski UFC w kategorii lekkiej:  Frankie Edgar –  Benson Henderson

Zwycięstwo Hendersona przez jednogłośną decyzję sędziów
Karta Główna:
- Walka limicie -96 kg:  Ryan Bader –  Quinton Jackson

Zwycięstwo Badera przez jednogłośną decyzję sędziów
- Walka w kategorii ciężkiej:  Cheick Kongo –  Mark Hunt

Zwycięstwo Hunta przez TKO w 1 rundzie
- Walka w kategorii półśredniej:  Yoshihiro Akiyama –  Jake Shields

Zwycięstwo Shieldsa przez jednogłośną decyzję sędziów
- Walka w kategorii średniej:  Yushin Okami –  Tim Boetsch

Zwycięstwo Boetscha przez TKO w 3 rundzie
- Walka w kategorii piórkowej:  Hatsu Hioki –  Bart Palaszewski

Zwycięstwo Hiokiego przez jednogłośną decyzję sędziów
- Walka w kategorii lekkiej:  Joe Lauzon –  Anthony Pettis

Zwycięstwo Pettisa przez KO w 1 rundzie
Karta Wstępna:
- Walka w kategorii lekkiej:  Takanori Gomi –  Eiji Mitsuoka

Zwycięstwo Gomiego przez TKO w 2 rundzie
- Walka w kategorii koguciej:  Vaughan Lee –  Norifumi Yamamoto

Zwycięstwo Lee przez poddanie w 1 rundzie
- Walka w kategorii średniej:  Riki Fukuda –  Steve Cantwell

Zwycięstwo Fukudy przez jednogłośną decyzję sedziów
- Walka w kategorii koguciej:  Takeya Mizugaki –  Chris Cariaso

Zwycięstwo Cariaso przez jednogłośną decyzję sędziów
- Walka w kategorii piórkowej:  Tiequan Zhang –  Issei Tamura

Zwycięstwo Tamury przez KO w 2 rundzie

Nagrody bonusowe:
- Walka wieczoru →  Frankie Edgar –  Benson Henderson
- Poddanie wieczoru →  Vaughan Lee
- Nokaut wieczoru →  Benson Henderson

### UFC on Fuel TV: Franklin vs. Le
Walka Wieczoru:
- Walka w kategorii średniej:  Rich Franklin –  Cung Le

Zwycięstwo Le przez KO w 1 rundzie
Karta Główna:
- Walka w kategorii półciężkiej:  Thiago Silva –  Stanisław Nedkow

No Contest (zmiana werdyktu z powodu kolejnej wpadki dopingowej Brazylijczyka)
- Walka w kategorii półśredniej:  Paulo Thiago –  Dong Hyun Kim

Zwycięstwo Kima przez jednogłośną decyzję sędziów
- Walka w kategorii lekkiej:  Takanori Gomi –  Mac Danzig

Zwycięstwo Gomiego przez niejednogłośną decyzję sędziów
- Walka w kategorii lekkiej:  Tiequan Zhang –  Jon Tuck

Zwycięstwo Tucka przez jednogłośną decyzję sędziów
- Walka w kategorii koguciej:  Takeya Mizugaki –  Jeff Hougland

Zwycięstwo Mizugakiego przez jednogłośną decyzję sędziów
Karta Wstępna:
- Walka w kategorii koguciej:  Motonobu Tezuka –  Alex Caceres

Zwycięstwo Caceresa przez niejednogłośną decyzję sędziów
- Walka w kategorii muszej:  John Lineker –  Yasuhiro Urushitani

Zwycięstwo Linekera przez jednogłośną decyzję sędziów
- Walka w kategorii średniej:  Riki Fukuda –  Tom DeBlass

Zwycięstwo Fukudy przez jednogłośną decyzję sędziów

Nagrody bonusowe:
- Walka wieczoru →  Takanori Gomi –  Mac Danzig
- Poddanie wieczoru →  Thiago Silva
- Nokaut wieczoru →  Cung Le

### UFC on Fuel TV: Silva vs. Stann
Walka Wieczoru:
- Walka w kategorii półciężkiej:  Wanderlei Silva –  Brian Stann

Zwycięstwo Silvy przez TKO w 2 rundzie
Karta Główna:
- Walka w kategorii ciężkiej:  Stefan Struve –  Mark Hunt

Zwycięstwo Hunta przez KO w 3 rundzie
- Walka w kategorii lekkiej:  Takanori Gomi –  Diego Sanchez

Zwycięstwo Sancheza przez niejednogłośną decyzję sedziów
- Walka w kategorii średniej:  Hector Lombard –  Yushin Okami

Zwycięstwo Okamiego przez niejednogłośna decyzję sędziów
- Walka w kategorii piórkowej:  Rani Yahya –  Mizuto Hirota

Zwycięstwo Yahyi przez jednogłośną decyzję sedziów
- Walka w kategorii półśredniej:  Siyar Bahadurzada –  Dong Hyun Kim

Zwycięstwo Kima przez jednogłośna decyzję sędziów
Karta Wstępna:
- Walka w kategorii średniej:  Riki Fukuda –  Brad Tavares

Zwycięstwo Tavaresa przez jednogłośną decyzję sędziów
- Walka w kategorii koguciej:  Takeya Mizugaki –  Bryan Caraway

Zwycięstwo Mizugakiego przez niejednogłośną decyzję sędziów
- Walka w kategorii lekkiej:  Cristiano Marcello –  Kazuki Tokudome

Zwycięstwo Tokudome przez jednogłośną decyzję sędziów
- Walka w kategorii koguciej:  Kyung Ho Kang –  Alex Caceres

No Contest (pierwotnie zwycięstwo Caceresa przez niejednogłośną decyzję sedziów, werdykt zmieniony z powodu wpadki dopingowej Amerykanina)
- Walka w kategorii półśredniej:  Marcelo Guimarães –  Hyun Gyu Lim

Zwycięstwo Lima przez KO w 2 rundzie

Nagrody bonusowe:
- Walka wieczoru →  Wanderlei Silva –  Brian Stann
- Nokaut wieczoru →  Wanderlei Silva oraz  Mark Hunt

### UFC Fight Night: Saffiedine vs. Lim
Walka Wieczoru:
- Walka w kategorii półśredniej:  Tarec Saffiedine –  Hyun Gyu Lim

Zwycięstwo Saffiediene przez jednogłośną decyzję sędziów
Karta Główna:
- Walka w kategorii piórkowej:  Tatsuya Kawajiri –  Sean Soriano

Zwycięstwo Kwajiriego przez poddanie w 2 rundzie
- Walka w kategorii półśredniej:  Luiz Dutra Jr. –  Kiichi Kunimoto

Zwycięstwo Kunimoto przed dyskwalfikacje w 1 rundzie
- Walka w kategorii koguciej:  Shunichi Shimizu –  Kyung Ho Kang

Zwycięstwo Kanga przez poddanie w 3 rundzie
Karta Wstępna:
- Walka w kategorii piórkowej:  Will Chope –  Max Holloway

Zwycięstwo Hollowaya przez TKO w 2 rundzie
- Walka w kategorii lekkiej:  Katsunori Kikuno –  Quinn Mulhern

Zwycięstwo Kikuno przez jednogłośną decyzję sedziów
- Walka w kategorii koguciej:  Dave Galera –  Royston Wee

Zwycięstwo Wee przez jednogłośną decyzję sedziów
- Walka w kategorii lekkiej:  Majrbiek Tajsumow –  Tae Hyun Bang

Zwycięstwo Tajsumowa przez jednogłośną decyzję sędziów
- Walka w kategorii koguciej:  Jon Delos Reyes –  Dustin Kimura

Zwycięstwo Kimury przez poddanie w 1 rundzie
- Walka w kategorii koguciej:  Leandro Issa –  Russell Doane

Zwycięstwo Doane przez poddanie w 2 rundzie

Nagrody bonusowe:
- Walka wieczoru →  Tarec Saffiedine –  Hyun Gyu Lim
- Poddanie wieczoru →  Russell Doane
- Nokaut wieczoru →  Max Holloway

### The Ultimate Fighter China Finale: Kim vs. Hathaway
Walka Wieczoru:
- Walka w kategorii półśredniej:  Dong Hyun Kim –  John Hathaway

Zwycięstwo Kima przez KO w 3 rundzie
Karta Główna:
- Walka finałowa TUF China w kategorii półśredniej:  Sai Wang –  Lipeng Zhang

Zwycięstwo Zhanga przez niejednogłośną decyzję sedziów
- Walka w kategorii ciężkiej:  Shawn Jordan –  Matt Mitrione

Zwycięstwo Mitrione przez TKO w 1 rundzie
- Walka w kategorii piórkowej:  Hatsu Hioki –  Ivan Menjivar

Zwycięstwo Hiokiego przez jednogłośną decyzję sędziów
Karta Wstępna:
- Walka w kategorii lekkiej:  Kazuki Tokudome –  Yui Chul Nam

Zwycięstwo Nama przez niejednogłośną decyzję sędziów
- Walka w kategorii koguciej:  Vaughan Lee –  Nam Phan

Zwycięstwo Lee przez jednogłośną decyzję sedziów
- Walka w kategorii półśredniej:  Albert Cheng –  Anying Wang

Zwycięstwo Wanga przez TKO w 1 rundzie
- Walka w kategorii piórkowej:  Zhumabek Tursyn –  Mark Eddiva

Zwycięstwo Eddivy przez jednogłośną decyzję sędziów

Nagrody bonusowe:
- Walka wieczoru →  Kazuki Tokudome –  Yui Chul Nam
- Występ wieczoru →  Dong Hyun Kim oraz  Matt Mitrione

### UFC Fight Night: Nogueira vs. Nelson
Walka Wieczoru:
- Walka w kategorii ciężkiej:  Antônio Rodrigo Nogueira –  Roy Nelson

Zwycięstwo Nelsona przez KO w 1 rundzie
Karta Główna:
- Walka w kategorii piórkowej:  Tatsuya Kawajiri –  Clay Guida

Zwycięstwo Guidy przez jednogłośną decyzję sędziów
- Walka w kategorii półśredniej:  John Howard –  Ryan LaFlare

Zwycięstwo LaFlare przez jednogłośną decyzję sędziów
- Walka w kategorii lekkiej:  Beneil Dariush –  Ramsey Nijem

Zwycięstwo Nijema przez TKO w 1 rundzie
Karta Wstępna:
- Walka w kategorii ciężkiej:  Daniel Omielańczuk –  Jared Rosholt

Zwycięstwo Rosholta przez jednogłośną decyzję sędziów
- Walka w kategorii średniej:  Thales Leites –  Trevor Smith

Zwycięstwo Leitesa przez TKO w 1 rundzie
- Walka w kategorii piórkowej:  Alan Omer –  Jim Alers

Zwycięstwo Alersa przez niejednogłośną decyzję sędziów
- Walka w kategorii koguciej:  Rani Yahya –  Johnny Bedford

No Contest (przypadkowe zderzenie głowami) w 1 rudzie

Nagrody bonusowe:
- Walka wieczoru →  Tatsuya Kawajiri –  Clay Guida
- Występ wieczoru →  Roy Nelson oraz  Ramsey Nijem

### UFC Fight Night: Bisping vs. Le
Walka Wieczoru:
- Walka w kategorii średniej:  Michael Bisping –  Cung Le

Zwycięstwo Bispinga przez TKO w 4 rundzie
Karta Główna:
- Walka w kategorii półśredniej:  Dong Hyun Kim –  Tyron Woodley

Zwycięstwo Woodleya przez TKO w 1 rundzie
- Walka w kategorii lekkiej:  Brendan O'Reilly –  Zhang Lipeng

Zwycięstwo Lipenga przez jednogłośną decyzję sedziów
- Walka finałowa TUF China w kategorii piórkowej:  Guangyou Ning –  Jianping Yang

Zwycięstwo Ninga przez jednogłośną decyzję sędziów
Karta Wstępna:
- Walka w kategorii półśredniej:  Sai Wang –  Danny Mitchell

Zwycięstwo Wanga przez jednogłośną decyzję sędziów
- Walka w kategorii półśredniej:  Alberto Mina –  Shinsho Anzai

Zwycięstwo Miny przez TKO w 1 rundzie
- Walka w kategorii koguciej:  Roland Delorme –  Ulka Sasaki

Zwycięstwo Sasakiego przez poddanie w 1 rundzie
- Walka w kategorii półśredniej:  Anying Wang –  Colby Covington

Zwycięstwo Covingtona przez poddanie w 1 rundzie
- Walka w kategorii koguciej:  Zhikui Yao –  Royston Wee

Zwycięstwo Wee przez niejednogłośną decyzję sędziów
- Walka kobiet w kategorii koguciej:  Milana Dudieva –  Elizabeth Phillips

Zwycięstwo Dudievej przez niejednogłośną decyzję sędziów

Nagrody bonusowe:
- Występ wieczoru →  Alberto Mina,  Michael Bisping ,  Ulka Sasaki oraz  Tyron Woodley

### UFC Fight Night: Hunt vs. Nelson
Walka Wieczoru:
- Walka w kategorii ciężkiej:  Mark Hunt –  Roy Nelson

Zwycięstwo Hunta przez KO w 2 rundzie
Karta Główna:
- Walka w kategorii lekkiej:  Takanori Gomi –  Myles Jury

Zwycięstwo Juryego przez TKO w 1 rundzie
- Walka w kategorii półśredniej:  Yoshihiro Akiyama –  Amir Sadollah

Zwycięstwo Akiyamy przez jednogłośną decyzję sędziów
- Walka kobiet w kategorii koguciej:  Rin Nakai –  Miesha Tate

Zwycięstwo Tate przez jednogłośną decyzję sędziów
- Walka w kategorii półśredniej:  Richard Walsh –  Kiichi Kunimoto

Zwycięstwo Kunimoto przez niejednogłośną decyzję sędziów
- Walka w kategorii muszej:  Jon delos Reyes –  Kyōji Horiguchi

Zwycięstwo Horiguchiego przez TKO w 1 rundzie
Karta Wstępna:
- Walka w kategorii koguciej:  Masanori Kanehara –  Alex Caceres

Zwycięstwo Kanehary przez jednogłośną decyzję sędziów
- Walka w kategorii piórkowej:  Katsunori Kikuno –  Sam Sicilia

Zwycięstwo Kikuno przez poddanie w 2 rundzie
- Walka w kategorii półśredniej:  Takenori Sato –  Hyun Gyu Lim

Zwycięstwo Lima przez TKO w 1 rundzie
- Walka w kategorii koguciej:  Michinori Tanaka –  Kyung Ho Kang

Zwycięstwo Kanga przez niejednogłośną decyzję sędziów
- Walka w kategorii lekkiej:  Kazuki Tokudome –  Johnny Case

Zwycięstwo Casea przez poddanie w 2 rundzie
- Walka w kategorii piórkowej:  Dan Hooker –  Máximo Blanco

Zwycięstwo Blanco przez jednogłośną decyzję sędziów

Nagrody bonusowe:
- Walka wieczoru →  Michinori Tanaka –  Kyung Ho Kang
- Występ wieczoru →  Mark Hunt oraz  Johnny Case

### UFC Fight Night: Edgar vs. Faber
Walka Wieczoru:
- Walka w kategorii piórkowej:  Frankie Edgar –  Urijah Faber

Zwycięstwo Edgara przez jednogłośną decyzję sędziów
Karta Główna:
- Walka w kategorii średniej:  Costas Philippou –  Gegard Mousasi

Zwycięstwo Mousasiego przez jednogłośną decyzję sędziów
- Walka w kategorii średniej:  Luke Barnatt –  Mark Muñoz

Zwycięstwo Muñoza przez jednogłośną decyzję sędziów
- Walka w kategorii półśredniej:  Hyun Gyu Lim –  Neil Magny

Zwycięstwo Magny’ego przez TKO w 2 rundzie
- Walka w kategorii piórkowej:  Yui Chul Nam –  Phillipe Nover

Zwycięstwo Novera przez niejednogłośną decyzję sędziów
- Walka w kategorii piórkowej:  Levan Makashvili –  Mark Eddiva

Zwycięstwo Makashviliego przez niejednogłośną decyzję sędziów
Karta Wstępna:
- Walka w kategorii lekkiej:  Jon Tuck –  Tae Hyun Bang

Zwycięstwo Tucka przez poddanie w 1 rundzie
- Walka w kategorii lekkiej:  Kajan Johnson –  Lipeng Zhang

Zwycięstwo Johnsona przez jednogłośną decyzję sędziów
- Walka w kategorii półśredniej:  Dhiego Lima –  Li Jingliang

Zwycięstwo Li przez KO w 1 rundzie
- Walka w kategorii piórkowej:  Guangyou Ning –  Royston Wee

Zwycięstwo Ninga przez TKO w 2 rundzie
- Walka w kategorii muszej:  Jon Delos Reyes –  Roldan Sangcha-an

Zwycięstwo Reyesa przez poddanie w 2 rundzie
- Walka w kategorii muszej:  Zhikui Yao –  Nolan Ticman

Zwycięstwo Yao przez niejednogłośną decyzję sędziów

Nagrody bonusowe:
- Walka wieczoru →  Jon Delos Reyes –  Roldan Sangcha-an
- Występ wieczoru →  Jon Tuck oraz  Neil Magny

### UFC Fight Night: Barnett vs. Nelson
Walka Wieczoru:
- Walka w kategorii ciężkiej:  Josh Barnett –  Roy Nelson

Zwycięstwo Barnetta przez jednogłośną decyzję sędziów
Karta Główna:
- Walka w kategorii średniej:  Uriah Hall –  Gegard Mousasi

Zwycięstwo Halla przez TKO w 2 rundzie
- Walka w kategorii muszej:  Kyōji Horiguchi –  Chico Camus

Zwycięstwo Horiguchiego przez jednogłośną decyzję sedziów
- Walka w kategorii koguciej:  Takeya Mizugaki –  George Roop

Zwycięstwo Mizugakiego przez jednogłośną decyzję sędziów
- Walka w kategorii piórkowej:  Diego Brandão –  Katsunori Kikuno

Zwycięstwo Brandão przez TKO w 1 rundzie
- Walka finałowa Road to UFC: Japan w kategorii piórkowej:  Mizuto Hirota –  Teruto Ishihara

Remis niejednogłośny (28–29, 29–28, 29–29)
Karta Wstępna:
- Walka w kategorii półśredniej:  Li Jingliang –  Keita Nakamura

Zwycięstwo Nakamury przez poddanie w 3 rundzie
- Walka w kategorii lekkiej:  Nick Hein –  Yusuke Kasuya

Zwycięstwo Heina przez jednogłośną decyzję sędziów
- Walka w kategorii lekkiej:  Kajan Johnson –  Naoyuki Kotani

Zwycięstwo Johnsona przez jednogłośną decyzję sędziów
- Walka w kategorii półśredniej:  Shinsho Anzai –  Roger Zapata

Zwycięstwo Anzaia przez TKO w 3 rundzie

Nagrody bonusowe:
- Występ wieczoru →  Diego Brandão ,  Uriah Hall,  Keita Nakamura oraz  Josh Barnett

### UFC Fight Night: Henderson vs. Masvidal
Walka Wieczoru:
- Walka w kategorii półśredniej:  Benson Henderson –  Jorge Masvidal

Zwycięstwo Hendersona przez niejednogłośną decyzję sędziów
Karta Główna:
- Walka w kategorii półśredniej:  Dong Hyun Kim –  Dominic Waters

Zwycięstwo Kima przez TKO w 1 rundzie
- Walka w kategorii półśredniej:  Alberto Mina –  Yoshihiro Akiyama

Zwycięstwo Miny przez niejednogłośną decyzję sędziów
- Walka w kategorii piórkowej:  Doo Ho Choi –  Sam Sicilia

Zwycięstwo Choia przez TKO w 1 rundzie
Karta Wstępna:
- Walka w kategorii średniej:  Dongi Yang –  Jake Collier

Zwycięstwo Yanga przez TKO w 2 rundzie
- Walka w kategorii piórkowej:  Yui Chul Nam –  Mike De La Torre

Zwycięstwo De La Torre przez niejednogłośną decyzję sędziów
- Walka w kategorii lekkiej:  Tae Hyun Bang –  Leo Kuntz

Zwycięstwo Banga przez niejednogłośną decyzję sędziów
- Walka kobiet w kategorii słomkowej:  Seo Hee Ham –  Cortney Casey

Zwycięstwo Ham przez jednogłośną decyzję sędziów
- Walka w kategorii muszej:  Zhikui Yao –  Fredy Serrano

Zwycięstwo Serrano przez TKO w 1 rundzie
- Walka w kategorii koguciej:  Guangyou Ning –  Marco Beltran

Zwycięstwo Beltrana przez niejednogłośną decyzję sędziów
- Walka w kategorii półśredniej:  Dong Hyun Ma –  Dominique Steele

Zwycięstwo Steele przez KO w 3 rundzie

Nagrody bonusowe:
- Walka wieczoru →  Seo Hee Ham –  Cortney Casey
- Występ wieczoru →  Doo Ho Choi oraz  Dominique Steele

### UFC Fight Night: Holm vs. Correia
Walka Wieczoru:
- Walka kobiet w kategorii koguciej:  Holly Holm –  Bethe Correia

Zwycięstwo Holm przez KO w 3 rundzie
Karta Główna:
- Walka w kategorii ciężkiej:  Andrej Arłouski –  Marcin Tybura

Zwycięstwo Tybury przez jednogłośną decyzję sędziów
- Walka w kategorii półśredniej:  Dong Hyun Kim –  Colby Covington

Zwycięstwo Covingtona przez jednogłośną decyzję sędziów
- Walka w kategorii półśredniej:  Tarec Saffiedine –  Rafael dos Anjos

Zwycięstwo Dos Anjosa przez jednogłośną decyzję sędziów
Karta Wstępna:
- Walka w kategorii lekkiej:  Jon Tuck –  Takanori Gomi

Zwycięstwo Tucka przez poddanie w 1 rundzie
- Walka w kategorii ciężkiej:  Cyril Asker –  Walt Harris

Zwycięstwo Harrisa przez TKO w 1 rundzie
- Walka w kategorii piórkowej:  Rolando Dy –  Alex Caceres

Zwycięstwo Caceresa przez TKO w 2 rundzie
- Walka w kategorii muszej:  Ulka Sasaki –  Justin Scoggins

Zwycięstwo Sasakiego przez poddanie w 2 rundzie
- Walka w kategorii półśredniej:  Li Jingliang –  Frank Camacho

Zwycięstwo Jinglianga przez jednogłośną decyzję sędziów
- Walka w kategorii koguciej:  Kwan Ho Kwak –  Russell Doane

Zwycięstwo Doane przez TKO w 1 rundzie
- Walka w kategorii muszej:  Naoki Inoue –  Carls John de Tomas

Zwycięstwo Inouke przez jednogłośną decyzję sędziów
- Walka kobiet w kategorii koguciej:  Lucie Pudilová –  Ji Yeon Kim

Zwycięstwo Pudilovej przez jednogłośną decyzję sędziów

Nagrody bonusowe:
- Walka wieczoru →  Li Jingliang –  Frank Camacho
- Występ wieczoru →  Ulka Sasaki oraz  Holly Holm

### UFC Fight Night: Saint Preux vs. Okami
Walka Wieczoru:
- Walka w kategorii półciężkiej:  Ovince Saint Preux –  Yushin Okami

Zwycięstwo Saint Preuxa przez poddanie w 1 rundzie
Karta Główna:
- Walka kobiet w kategorii słomkowej:  Jéssica Andrade –  Cláudia Gadelha

Zwycięstwo Andrade przez jednogłośną decyzję sędziów
- Walka w kategorii lekkiej:  Takanori Gomi –  Dong Hyun Ma

Zwycięstwo Ma przez TKO w 1 rundzie
- Walka w kategorii półciężkiej:  Henrique da Silva –  Gökhan Saki

Zwycięstwo Sakiego przez KO w 1 rundzie
- Walka w kategorii piórkowej:  Teruto Ishihara –  Rolando Dy

Zwycięstwo Ishihary przez jednogłośną decyzję sędziów
- Walka w kategorii muszej:  Jussier Formiga –  Ulka Sasaki

Zwycięstwo Formigy przez poddanie w 1 rundzie
Karta Wstępna:
- Walka w kategorii półśredniej:  Keita Nakamura –  Alex Morono

Zwycięstwo Nakamury przez niejednogłośną decyzję sędziów
- Walka kobiet w kategorii słomkowej:  Syuri Kondo –  Chan Mi Jeon

Zwycięstwo Kondo przez niejednogłośną decyzję sędziów
- Walka w kategorii półśredniej:  Luke Jumeau –  Shinsho Anzai

Zwycięstwo Anzaia przez jednogłośną decyzję sędziów
- Walka w kategorii półśredniej:  Daichi Abe –  Hyun Gyu Lim

Zwycięstwo Abe przez jednogłośną decyzję sędziów

Nagrody bonusowe:
- Walka wieczoru →  Jéssica Andrade –  Cláudia Gadelha
- Występ wieczoru →  Gökhan Saki oraz  Ovince Saint Preux

### UFC Fight Night: Bisping vs. Gastelum
Walka Wieczoru:
- Walka w kategorii średniej:  Michael Bisping –  Kelvin Gastelum

Zwycięstwo Gasteluma przez KO w 1 rundzie
Karta Główna:
- Walka w kategorii półśredniej:  Li Jingliang –  Zak Ottow

Zwycięstwo Jinglianga przez TKO w 1 rundzie
- Walka w kategorii piórkowej:  Guan Wang –  Alex Caceres

Zwycięstwo Wanga przez niejednogłośną decyzję sędziów
- Walka w kategorii półśredniej:  Alex Garcia –  Muslim Salikhov

Zwycięstwo Garcii przez poddanie w 2 rundzie
Karta Wstępna:
- Walka w kategorii piórkowej:  Sheymon Moraes –  Zabit Magomiedszaripow

Zwycięstwo Magomiedszaripowa przez poddanie w 3 rundzie
- Walka w kategorii półśredniej:  Kenan Song –  Bobby Nash

Zwycięstwo Songa przez TKO w 1 rundzie
- Walka kobiet w kategorii słomkowej:  Yan Xiaonan –  Kailin Curran

Zwycięstwo Xiaonan przez jednogłośną decyzję sędziów
- Walka w kategorii piórkowej:  Song Yadong –  Bharat Kandare

Zwycięstwo Yadonga przez poddanie w 1 rundzie
- Walka w kategorii ciężkiej:  Szamil Abdurachimow –  Chase Sherman

Zwycięstwo Abdurachimowa przez TKO w 1 rundzie
- Walka kobiet w kategorii koguciej:  Wu Yanan –  Gina Mazany

Zwycięstwo Mazany przez jednogłośną decyzję sędziów
- Walka w kategorii piórkowej:  Wuliji Buren –  Rolando Dy

Zwycięstwo Dy przez jednogłośną decyzję sędziów
- Walka w kategorii ciężkiej:  Hu Yaozong –  Cyril Asker

Zwycięstwo Askera przez poddanie w 2 rundzie

Nagrody bonusowe:
- Występ wieczoru →  Li Jingliang,  Song Yadong,  Zabit Magomiedszaripow oraz  Kelvin Gastelum

### UFC Fight Night: Cowboy vs. Edwards
Walka Wieczoru:
- Walka w kategorii półśredniej:  Donald Cerrone –  Leon Edwards

Zwycięstwo Edwardsa przez jednogłośną decyzję sędziów
Karta Główna:
- Walka w kategorii półciężkiej:  Tyson Pedro –  Ovince Saint Preux

Zwycięstwo Saint Preuxa przez poddanie w 1 rundzie
- Walka kobiet w kategorii muszej:  Jessica-Rose Clark –  Jessica Eye

Zwycięstwo Eye przez jednogłośną decyzję sędziów
- Walka w kategorii półśredniej:  Li Jingliang –  Daichi Abe

Zwycięstwo Jinglianga przez jednogłośną decyzję sędziów
Karta Wstępna:
- Walka w kategorii koguciej:  Teruto Ishihara –  Piotr Jan

Zwycięstwo Jana przez TKO w 1 rundzie
- Walka w kategorii koguciej:  Felipe Arantes –  Song Yadong

Zwycięstwo Yadonga przez KO w 2 rundzie
- Walka w kategorii piórkowej:  Shane Young –  Rolando Dy

Zwycięstwo Younga przez TKO w 2 rundzie
- Walka w kategorii półśredniej:  Song Kenan –  Hector Aldana

Zwycięstwo Kenana przez TKO w 2 rundzie
- Walka w kategorii półśredniej:  Jake Matthews –  Shinsho Anzai

Zwycięstwo Matthewsa przez poddanie w 1 rundzie
- Walka kobiet w kategorii słomkowej:  Viviane Pereira –  Yan Xiaonan

Zwycięstwo Xiaonan przez jednogłośną decyzję sędziów
- Walka w kategorii muszej:  Naoki Inoue –  Matt Schnell

Zwycięstwo Schnella przez niejednogłośną decyzję sędziów
- Walka w kategorii muszej:  Ulka Sasaki –  Jenel Lausa

Zwycięstwo Sasakiego przez poddanie w 2 rundzie
- Walka kobiet w kategorii muszej:  Melinda Fábián –  Ji Yeon Kim

Zwycięstwo Kim przez niejednogłośną decyzję sędziów

Nagrody bonusowe:
- Walka wieczoru →  Shane Young –  Rolando Dy
- Występ wieczoru →  Song Yadong oraz  Ovince Saint Preux

### UFC Fight Night: Blaydes vs. Ngannou 2
Walka Wieczoru:
- Walka w kategorii ciężkiej:  Curtis Blaydes –  Francis Ngannou

Zwycięstwo Ngannou przez KO w 1 rundzie
Karta Główna:
- Walka w kategorii ciężkiej:  Alistair Overeem –  Siergiej Pawłowicz

Zwycięstwo Overeema przez TKO w 1 rundzie
- Walka w kategorii koguciej:  Song Yadong –  Vince Morales

Zwycięstwo Yadonga przez jednogłośną decyzję sędziów
- Walka w kategorii półśredniej:  Li Jingliang –  David Zawada

Zwycięstwo Jinglianga przez TKO w 3 rundzie
Karta Wstępna:
- Walka w kategorii półśredniej:  Song Kenan –  Alex Morono

Zwycięstwo Morono przez jednogłośną decyzję sędziów
- Walka kobiet w kategorii muszej:  Wu Yanan –  Lauren Mueller

Zwycięstwo Yanan przez poddanie w 1 rundzie
- Walka w limicie -95 kg:  Hu Yaozong –  Rashad Coulter

Zwycięstwo Coultera przez jednogłośną decyzję sędziów
- Walka kobiet w kategorii muszej:  Zhang Weili –  Jessica Aguilar

Zwycięstwo Zhang przez poddanie w 1 rundzie
- Walka w kategorii koguciej:  Liu Pingyuan –  Martin Day

Zwycięstwo Pingyuana przez niejednogłośną decyzję sędziów
- Walka kobiet w kategorii muszej:  Yan Xiaonan –  Syuri Kondo

Zwycięstwo Xiaonan przez jednogłośną decyzję sędziów
- Walka w kategorii średniej:  Kevin Holland –  John Phillips

Zwycięstwo Hollanda przez poddanie w 3 rundzie
- Walka w kategorii koguciej:  Su Mudaerji –  Louis Smolka

Zwycięstwo Smolki przez poddanie w 2 rundzie

Nagrody bonusowe:
- Walka wieczoru →  Song Kenan –  Alex Morono
- Występ wieczoru →  Li Jingliang oraz  Francis Ngannou

### UFC Fight Night: Andrade vs. Zhang
Walka Wieczoru:
- Walka kobiet o pas mistrzyni UFC w kategorii słomkowej:  Jéssica Andrade –  Zhang Weili

Zwycięstwo Zhang przez TKO w 1 rundzie
Karta Główna:
- Walka w kategorii półśredniej:  Elizeu Zaleski dos Santos –  Li Jingliang

Zwycięstwo Jinglianga przez TKO w 3 rundzie
- Walka w kategorii muszej:  Kai Kara-France –  Mark De La Rosa

Zwycięstwo Kary-France przez jednogłośną decyzję sędziów
- Walka w kategorii półśredniej:  Song Kenan –  Derrick Krantz

Zwycięstwo Kenana przez jednogłośną decyzję sędziów
- Walka kobiet w kategorii muszej:  Wu Yanan –  Mizuki Inoue

Zwycięstwo Inuoe przez niejednogłośną decyzję sędziów
Karta Wstępna:
- Walka w kategorii średniej:  Jun Yong Park –  Anthony Hernandez

Zwycięstwo Hernandeza przez poddanie w 2 rundzie
- Walka w kategorii koguciej:  Su Mudaerji –  Andre Soukhamthath

Zwycięstwo Mudaerjiego przez jednogłośną decyzję sędziów
- Walka w kategorii półciężkiej:  Da Un Jung –  Chadis Ibragimow

Zwycięstwo Junga przez poddanie w 3 rundzie
- Walka w kategorii lekkiej:  Thiago Moisés –  Damir Ismagułow

Zwycięstwo Ismagułowa przez jednogłośną decyzję sędziów
- Walka w kategorii koguciej:  Alateng Heili –  Batgerel Danaa

Zwycięstwo Heiliego przez jednogłośną decyzję sędziów
- Walka kobiet w kategorii koguciej:  Lara Fritzen –  Karol Rosa

Zwycięstwo Rosy przez niejednogłośną decyzję sędziów

Nagrody bonusowe:
- Walka wieczoru →  Alateng Heili –  Batgerel Danaa
- Występ wieczoru →  Li Jingliang oraz  Zhang Weili

### UFC 242
Walka Wieczoru:
- Walka o pas mistrza UFC w kategorii lekkiej:  Chabib Nurmagomiedow –  Dustin Poirier

Zwycięstwo Nurmagomiedowa przez poddanie w 3 rundzie
Karta Główna:
- Walka w kategorii lekkiej:  Edson Barboza –  Paul Felder

Zwycięstwo Feldera przez niejednogłośną decyzję sędziów
- Walka w kategorii lekkiej:  Davi Ramos –  Isłam Machaczew

Zwycięstwo Machaczewa przez jednogłośną decyzję sędziów
- Walka w kategorii ciężkiej:  Shamil Abdurakhimov –  Curtis Blaydes

Zwycięstwo Blaydesa przez TKO w 2 rundzie
- Walka w kategorii lekkiej:  Majrbiek Tajsumow –  Carlos Diego Ferreira

Zwycięstwo Ferreiry przez jednogłośną decyzję sędziów
Karta Wstępna:
- Walka kobiet w kategorii muszej:  Joanne Calderwood –  Andrea Lee

Zwycięstwo Calderwood przez niejednogłośną decyzję sędziów
- Walka w kategorii piórkowej:  Lerone Murphy –  Zubaira Tukhugov

Zwycięstwo Tukhugova przez niejednogłośną decyzję sędziów
- Walka kobiet w limicie -62,5 kg:  Sarah Moras –  Liana Jojua

Zwycięstwo Moras przez TKO w 3 rundzie
- Walka w kategorii lekkiej:  Teemu Packalén –  Ottman Azaitar

Zwycięstwo Azaitara przez KO w 1 rundzie
- Walka w kategorii półśredniej:  Takashi Sato –  Belal Muhammad

Zwycięstwo Muhammada przez poddanie w 3 rundzie
- Walka w kategorii półśredniej:  Nordine Taleb –  Muslim Salikhov

Zwycięstwo Salikhova przez KO w 1 rundzie
- Walka w kategorii średniej:  Omari Akhmedov –  Zak Cummings

Zwycięstwo Akhmedova przez jednogłośną decyzję sędziów
- Walka w kategorii lekkiej:  Farès Ziam –  Don Madge

Zwycięstwo Madge przez jednogłośną decyzję sędziów

Nagrody bonusowe:
- Występ wieczoru →  Ottman Azaitar,  Chabib Nurmagomiedow,  Muslim Salikhov oraz  Belal Muhammad

### UFC Fight Night: Maia vs. Askren
Walka Wieczoru:
- Walka w kategorii półśredniej:  Demian Maia –  Ben Askren

Zwycięstwo Mai przez poddanie w 3 rundzie
Karta Główna:
- Walka w kategorii lekkiej:  Steven Ray –  Michael Johnson

Zwycięstwo Raya przez większościową decyzję sędziów
- Walka w kategorii lekkiej:  Frank Camacho –  Beneil Dariush

Zwycięstwo Dariusha przez poddanie w 1 rundzie
- Walka w kategorii ciężkiej:  Ciryl Gane –  Don'Tale Mayes

Zwycięstwo Gane przez poddanie w 3 rundzie
- Walka w kategorii półśredniej:  Laureano Staropoli –  Muslim Salikhov

Zwycięstwo Salikhova przez jednogłośną decyzję sędziów
Karta Wstępna:
- Walka kobiet w kategorii słomkowej:  Randa Markos –  Ashley Yoder

Zwycięstwo Markos przez niejednogłośną decyzję sędziów
- Walka w kategorii lekkiej:  Rafael Fiziev –  Alex White

Zwycięstwo Fizieva przez jednogłośną decyzję sędziów
- Walka w kategorii piórkowej:  Enrique Barzola –  Mowsar Jewłojew

Zwycięstwo Jewłojewa przez jednogłośną decyzję sędziów
- Walka w kategorii ciężkiej:  Siergiej Pawłowicz –  Maurice Greene

Zwycięstwo Pawłowicza przez TKO w 1 rundzie
- Walka kobiet w kategorii słomkowej:  Aleksandra Albu –  Loma Lookboonmee

Zwycięstwo Lookboonmee przez niejednogłośną decyzję sędziów
- Walka w kategorii ciężkiej:  Raphael Pessoa –  Jeff Hughes

Zwycięstwo Pessoa przez jednogłośną decyzję sędziów

Nagrody bonusowe:
- Walka wieczoru →  Demian Maia –  Ben Askren
- Występ wieczoru →  Ciryl Gane oraz  Beneil Dariush

### UFC Fight Night: Edgar vs. The Korean Zombie
Walka Wieczoru:
- Walka w kategorii piórkowej:  Frankie Edgar –  Jung Chan-sung

Zwycięstwo Chan-sunga przez TKO w 1 rundzie
Karta Główna:
- Walka w kategorii półciężkiej:  Aleksandar Rakić –  Volkan Oezdemir

Zwycięstwo Oezdemira przez niejednogłośną decyzję sędziów
- Walka w kategorii piórkowej:  Charles Jourdain –  Doo Ho Choi

Zwycięstwo Jourdaina przez TKO w 2 rundzie
- Walka w kategorii półciężkiej:  Da Un Jung –  Mike Rodriguez

Zwycięstwo Junga przez KO w 1 rundzie
- Walka w kategorii średniej:  Marc-André Barriault –  Jun Yong Park

Zwycięstwo Parka przez jednogłośną decyzję sędziów
- Walka w kategorii koguciej:  Pingyuan Liu –  Kyung Ho Kang

Zwycięstwo Kanga przez niejednogłośną decyzję sędziów
Karta Wstępna:
- Walka w kategorii ciężkiej:  Tanner Boser –  Ciryl Gane

Zwycięstwo Gane przez jednogłośną decyzję sędziów
- Walka w kategorii piórkowej:  Suman Mokhtarian –  Seung Woo Choi

Zwycięstwo Choia przez jednogłośną decyzję sędziów
- Walka w kategorii lekkiej:  Dong Hyun Ma –  Omar Morales

Zwycięstwo Moralesa przez jednogłośną decyzję sędziów
- Walka w kategorii muszej:  Alexandre Pantoja –  Matt Schnell

Zwycięstwo Pantoji przez KO w 1 rundzie
- Walka w kategorii koguciej:  Raoni Barcelos –  Said Nurmagomiedow

Zwycięstwo Barcelosa przez jednogłośną decyzję sędziów
- Walka kobiet w kategorii słomkowej:  Amanda Lemos –  Miranda Granger

Zwycięstwo Lemos przez poddanie w 1 rundzie
- Walka w kategorii koguciej:  Alateng Heili –  Ryan Benoit

Zwycięstwo Heiliego przez niejednogłośną decyzję sędziów
Nagrody bonusowe:
- Walka wieczoru →  Charles Jourdain –  Doo Ho Choi
- Występ wieczoru →  Alexandre Pantoja oraz  Jung Chan-sung

### UFC 251
Walka Wieczoru:
- Walka o pas mistrzowski UFC w kategorii półśredniej:  Kamaru Usman –  Jorge Masvidal

Zwycięstwo Usmana przez jednogłośną decyzję sędziów
Karta Główna:
- Walka o pas mistrzowski UFC w kategorii piórkowej:  Alexander Volkanovski –  Max Holloway

Zwycięstwo Volkanovskiego przez niejednogłośną decyzję sędziów
- Walka o pas mistrzowski UFC w kategorii koguciej:  José Aldo –  Piotr Jan

Zwycięstwo Jana przez TKO w 5 rundzie
- Walka kobiet w kategorii słomkowej:  Jéssica Andrade –  Rose Namajunas

Zwycięstwo Namajunas przez niejednogłośną decyzję sędziów
- Walka kobiet w kategorii muszej:  Amanda Ribas –  Paige VanZant

Zwycięstwo Ribas przez poddanie w 1 rundzie
Karta Wstępna:
- Walka w kategorii półciężkiej:  Jiří Procházka –  Volkan Oezdemir

Zwycięstwo Procházki przez KO w 2 rundzie
- Walka w kategorii półśredniej:  Elizeu Zaleski dos Santos –  Muslim Salikhov

Zwycięstwo Salikhova przez niejednogłośną decyzję sędziów
- Walka w kategorii piórkowej:  Makwan Amirkhani –  Danny Henry

Zwycięstwo Amirkhaniego przez poddanie w 1 rundzie
- Walka w kategorii lekkiej:  Leonardo Santos –  Roman Bogatov

Zwycięstwo Santosa przez jednogłośną decyzję sędziów
- Walka w kategorii ciężkiej:  Marcin Tybura –  Maksim Griszyn

Zwycięstwo Tybury przez jednogłośną decyzję sędziów
- Walka w limicie -59 kg:  Raulian Paiva –  Zhalgas Zhumagulov

Zwycięstwo Paivy przez jednogłośną decyzję sędziów
- Walka kobiet w limicie -64 kg:  Karol Rosa –  Vanessa Melo

Zwycięstwo Rosy przez jednogłośną decyzję sędziów
- Walka w kategorii koguciej:  Davey Grant –  Martin Day

Zwycięstwo Granta przez KO w 3 rundzie

Nagrody bonusowe:
- Walka wieczoru →  Jéssica Andrade –  Rose Namajunas
- Występ wieczoru →  Jiří Procházka oraz  Davey Grant

### UFC on ESPN: Kattar vs. Ige
Walka Wieczoru:
- Walka w kategorii piórkowej:  Calvin Kattar –  Dan Ige

Zwycięstwo Kattara przez jednogłośną decyzję sędziów
Karta Główna:
- Walka w kategorii muszej:  Ryan Benoit –  Tim Elliott

Zwycięstwo Elliotta przez jednogłośną decyzję sędziów
- Walka w kategorii piórkowej:  Jimmie Rivera –  Cody Stamann

Zwycięstwo Rivery przez jednogłośną decyzję sędziów
- Walka kobiet w kategorii muszej:  Taila Santos –  Molly McCann

Zwycięstwo Santos przez jednogłośną decyzję sędziów
- Walka w limicie -79 kg:  Abdul Razak Alhassan –  Mounir Lazzez

Zwycięstwo Lazzeza przez jednogłośną decyzję sędziów
Karta Wstępna:
- Walka w kategorii średniej:  Chamzat Czimajew –  John Phillips

Zwycięstwo Czimajewa przez TKO w 2 rundzie
- Walka w kategorii piórkowej:  Ricardo Ramos –  Lerone Murphy

Zwycięstwo Murphy'ego przez TKO w 1 rundzie
- Walka w kategorii półciężkiej:  Andreas Michailidis –  Modestas Bukauskas

Zwycięstwo Bukauskasa przez TKO w 1 rundzie
- Walka w limicie -67,5 kg:  Chris Fishgold –  Jared Gordon

Zwycięstwo Gordona przez jednogłośną decyzję sędziów
- Walka kobiet w kategorii muszej:  Liana Jojua –  Diana Belbiță

Zwycięstwo Jojuy przez poddanie w 1 rundzie
- Walka w kategorii koguciej:  Aaron Phillips –  Jack Shore

Zwycięstwo Shore przez poddanie w 2 rundzie

Nagrody bonusowe:
- Walka wieczoru →  Abdul Razak Alhassan –  Mounir Lazzez
- Występ wieczoru →  Lerone Murphy,  Modestas Bukauskas oraz  Chamzat Czimajew

### UFC Fight Night: Figueiredo vs. Benavidez 2
Walka Wieczoru:
- Walka o pas mistrzowski UFC w kategorii muszej:  Deiveson Figueiredo –  Joseph Benavidez

Zwycięstwo Figueiredo przez poddanie w 1 rundzie
Karta Główna:
- Walka w kategorii średniej:  Jack Hermansson –  Kelvin Gastelum

Zwycięstwo Hermanssona przez poddanie w 1 rundzie
- Walka w kategorii lekkiej:  Rafael Fiziev –  Marc Diakiese

Zwycięstwo Fizieva przez jednogłośną decyzję sędziów
- Walka kobiet w kategorii muszej:  Luana Carolina –  Ariane Lipski

Zwycięstwo Lipski przez poddanie w 1 rundzie
- Walka w kategorii muszej:  Alexandre Pantoja –  Askar Askarov

Zwycięstwo Askarova przez jednogłośną decyzję sędziów
Karta Wstępna:
- Walka w kategorii półciężkiej:  Roman Dolidze –  Chadis Ibragimow

Zwycięstwo Dolidze przez TKO w 1 rundzie
- Walka w limicie -68 kg:  Nad Narimani –  Grant Dawson

Zwycięstwo
- Walka w kategorii lekkiej:  Joel Alvarez –  Joseph Duffy

Zwycięstwo Alvareza przez poddanie w 1 rundzie
- Walka w kategorii koguciej:  Montel Jackson –  Brett Johns

Zwycięstwo Johnsa przez jednogłośną decyzję sędziów
- Walka w kategorii koguciej:  Malcolm Gordon –  Amir Albazi

Zwycięstwo Albaziego przez poddanie w 1 rundzie
- Walka w kategorii lekkiej:  Arman Carukjan –  Davi Ramos

Zwycięstwo Carukjana przez jednogłośną decyzję sędziów
- Walka w kategorii ciężkiej:  Carlos Felipe –  Sergiej Spivak

Zwycięstwo Spivaka przez większościową decyzję sędziów

Nagrody bonusowe:
- Walka wieczoru →  Rafael Fiziev –  Marc Diakiese
- Występ wieczoru →  Deiveson Figueiredo oraz  Ariane Lipski

### UFC on ESPN: Whittaker vs. Till
Walka Wieczoru:
- Walka w kategorii średniej:  Robert Whittaker –  Darren Till

Zwycięstwo Whittakera przez jednogłośną decyzję sedziów
Karta Główna:
- Walka w kategorii półciężkiej:  Antônio Rogério Nogueira –  Maurício Rua

Zwycięstwo Ruy przez niejednogłośną decyzję sędziów
- Walka w kategorii ciężkiej:  Fabrício Werdum –  Alexander Gustafsson

Zwycięstwo Werduma przez poddanie w 1 rundzie
- Walka kobiet w kategorii słomkowej:  Marina Rodriguez –  Carla Esparza

Zwycięstwo Esparzy przez niejednogłośną decyzję sędziów
- Walka w kategorii półciężkiej:  Gadżymurad Antigułow –  Paul Craig

Zwycięstwo Craiga przez poddanie w 1 rundzie
- Walka w kategorii półśredniej:  Alex Oliveira –  Peter Sobotta

Zwycięstwo Oliveiry przez jednogłośną decyzję sędziów
- Walka w kategorii półśredniej:  Rhys McKee –  Chamzat Czimajew

Zwycięstwo Czimajewa przez TKO w 1 rundzie
Karta Wstępna:
- Walka w kategorii lekkiej:  Francisco Trinaldo –  Jai Herbert

Zwycięstwo Trinaldo przez TKO w 3 rundzie
- Walka w kategorii półśredniej:  Jesse Ronson –  Nicolas Dalby

Pierwotne zwycięstwo Ronsona przez poddanie (duszenie zza pleców). Werdykt zmieniony na No Contest po tym, jak Ronson uzyskał pozytywny wynik testu na metandienon
- Walka w kategorii ciężkiej:  Tom Aspinall –  Jake Collier

Zwycięstwo Aspinalla przez TKO w 1 rundzie
- Walka w kategorii piórkowej:  Mike Grundy –  Mowsar Jewłojew

Zwycięstwo Jewłojewa przez jednogłośną decyzję sędziów
- Walka w kategorii ciężkiej:  Raphael Pessoa –  Tanner Boser

Zwycięstwo Bosera przez TKO w 2 rundzie
- Walka kobiet w kategorii koguciej:  Bethe Correia –  Pannie Kianzad

Zwycięstwo Kianzad przez jednogłośną decyzję sędziów
- Walka w kategorii półśredniej:  Niklas Stolze –  Ramazan Emiejew

Zwycięstwo Emiejewa przez jednogłośną decyzję sędziów
- Walka w kategorii koguciej:  Nathaniel Wood –  John Castañeda

Zwycięstwo Wooda przez jednogłośną decyzję sędziów

Nagrody bonusowe:
- Występ wieczoru →  Fabrício Werdum,  Tanner Boser,  Jesse Ronson,  Nicolas Dalby,  Tom Aspinall, Paul Craig oraz  Chamzat Czimajew

### UFC 253
Walka Wieczoru:
- Walka o pas mistrzowski UFC w kategorii półśredniej:  Israel Adesanya –  Paulo Costa

Zwycięstwo Asesanyi przez TKO w 2 rundzie
Karta Główna:
- Walka o pas mistrzowski UFC w kategorii półciężkiej:  Jan Błachowicz –  Dominick Reyes

Zwycięstwo Błachowicza przez TKO w 2 rundzie
- Walka w kategorii muszej:  Kai Kara-France –  Brandon Royval

Zwycięstwo Royvala przez poddanie w 2 rundzie
- Walka kobiet w kategorii koguciej:  Ketlen Vieira –  Sijara Eubanks

Zwycięstwo Vieiry przez jednogłośną decyzję sędziów
- Walka w kategorii piórkowej:  Hakeem Dawodu –  Zubaira Tukhugov

Zwycięstwo Dawodu przez niejednogłośną decyzję sędziów
Karta Wstępna:
- Walka w kategorii lekkiej:  Brad Riddell –  Alex da Silva

Zwycięstwo Riddella przez jednogłośną decyzję sędziów
- Walka w kategorii półśredniej:  Jake Matthews –  Diego Sanchez

Zwycięstwo Matthewsa przez jednogłośną decyzję sedziów
- Walka w limicie -68 kg:  Ľudovít Klein –  Shane Young

Zwycięstwo Kleina przez KO w 1 rundzie
- Walka w kategorii półciężkiej:  Aleksa Camur –  William Knight

Zwycięstwo Knighta przez jednogłośną decyzję sędziów
- Walka w kategorii ciężkiej:  Juan Espino –  Jeff Hughes

Zwycięstwo Espino przez poddanie w 1 rundzie
- Walka w kategorii półciężkiej:  Danilo Marques –  Chadis Ibragimow

Zwycięstwo Marquesa przez jednogłośną decyzję sedziów

Nagrody bonusowe:
- Walka wieczoru →  Kai Kara-France –  Brandon Royval
- Występ wieczoru →  Israel Adesanya oraz  Jan Błachowicz

### UFC on ESPN: Holm vs. Aldana
Walka Wieczoru:
- Walka w kategorii :  Holly Holm –  Irene Aldana

Zwycięstwo Holm przez jednogłośną decyzję sędziów
Karta Główna:
- Walka w kategorii ciężkiej:  Carlos Felipe –  Yorgan De Castro

Zwycięstwo Felipe przez jednogłośną decyzję sędziów
- Walka kobiet w kategorii koguciej:  Germaine de Randamie –  Julianna Peña

Zwycięstwo De Randamie przez poddanie w 3 rundzie
- Walka w kategorii koguciej:  Cameron Else –  Kyler Phillips

Zwycięstwo Phillipsa przez TKO w 2 rundzie
- Walka w kategorii średniej:  Duško Todorović –  Dequan Townsend

Zwycięstwo Todorovicia przez TKO w 2 rundzie
Karta Wstępna:
- Walka w kategorii półśredniej:  Carlos Condit –  Court McGee

Zwycięstwo Condita przez jednogłośną decyzję sędziów
- Walka w kategorii piórkowej:  Josh Culibao –  Charles Jourdain

Remis
- Walka w kategorii średniej:  Nassourdine Imawow –  Jordan Williams

Zwycięstwo Imawowa przez jednogłośną decyzję sędziów
- Walka kobiet w kategorii słomkowej:  Loma Lookboonmee –  Jinh Yu Frey

Zwycięstwo Lookboonmee przez jednogłośną decyzję sedziów
- Walka w kategorii koguciej:  Alateng Heili –  Casey Kenney

Zwycięstwo Kenney'a przez jednogłośną decyzję sedziów
- Walka w kategorii lekkiej:  Luigi Vendramini –  Jessin Ayari

Zwycięstwo Vendraminiego przez TKO w 1 rundzie

Nagrody bonusowe:
- Występ wieczoru →  Luigi Vendramini,  Germaine de Randamie,  Duško Todorović oraz  Kyler Phillips

### UFC Fight Night: Moraes vs. Sandhagen
Walka Wieczoru:
- Walka w kategorii koguciej:  Marlon Moraes –  Cory Sandhagen

Zwycięstwo Samdhagena przez KO w 2 rundzie
Karta Główna:
- Walka w kategorii piórkowej:  Edson Barboza –  Makwan Amirkhani

Zwycięstwo Barbozy przez jednogłośną decyzję sędziów
- Walka w kategorii ciężkiej:  Marcin Tybura –  Ben Rothwell

Zwycięstwo Tybury przez jednogłośną decyzję sędziów
- Walka w kategorii :  Markus Perez –  Dricus Du Plessis

Zwycięstwo Du Plessisa przez TKO w 1 rundzie
- Walka w kategorii ciężkiej:  Tom Aspinall –  Alan Baudot

Zwycięstwo Aspinalla przez TKO w 1 rundzie
- Walka w kategorii :  Ilia Topuria –  Youssef Zalal

Zwycięstwo Topurii przez jednogłośną decyzję sędziów
Karta Wstępna:
- Walka w kategorii średniej:  KB Bhullar –  Tom Breese

Zwycięstwo Breese przez TKO w 1 rundzie
- Walka w kategorii ciężkiej:  Rodrigo Nascimento –  Chris Daukaus

Zwycięstwo Daukausa przez KO w 1 rundzie
- Walka w kategorii średniej:  Joaquin Buckley –  Impa Kasanganay

Zwycięstwo Buckleya przez KO w 2 rundzie
- Walka w kategorii koguciej:  Ali Al Qaisi –  Tony Kelley

Zwycięstwo Kelley'ego przez jednogłośną decyzję sędziów
- Walka w kategorii piórkowej:  Giga Chikadze –  Omar Morales

Zwycięstwo Chikadze przez jednogłośną decyzję sędziów
- Walka kobiet w kategorii koguciej:  Stephanie Egger –  Tracy Cortez

Zwycięstwo Cortez przez jednogłośną decyzję sędziów
- Walka w kategorii piórkowej:  Bruno Silva –  Tagir Ulanbekov

Zwycięstwo Ulanbekova przez jednogłośną decyzję sędziów

Nagrody bonusowe:
- Występ wieczoru →  Tom Breese ,  Joaquin Buckley ,  Chris Daukaus oraz  Cory Sandhagen

### UFC Fight Night: Ortega vs. The Korean Zombie
Walka Wieczoru:
- Walka w kategorii piórkowej:  Brian Ortega –  Jung Chan-sung

Zwycięstwo Ortegi przez jednogłośną decyzję sędziów
Karta Główna:
- Walka kobiet w kategorii słomkowej:  Jéssica Andrade –  Katlyn Chookagian

Zwycięstwo Andrade przez KO w 1 rundzie
- Walka w kategorii półciężkiej:  Jimmy Crute –  Modestas Bukauskas

Zwycięstwo Crute przez TKO w 1 rundzie
- Walka w kategorii półśredniej:  Claudio Silva –  James Krause

Zwycięstwo Krause przez jednogłośną decyzję sędziów
- Walka w kategorii piórkowej:  Thomas Almeida –  Jonathan Martinez

Zwycięstwo Martineza przez jednogłośną decyzję sędziów
Karta Wstępna:
- Walka w kategorii lekkiej:  Guram Kutateladze –  Mateusz Gamrot

Zwycięstwo Kutateladze przez niejednogłośną decyzję sędziów
- Walka kobiet w kategorii słomkowej:  Poliana Botelho –  Gillian Robertson

Zwycięstwo Robertson przez jednogłośną decyzję sędziów
- Walka w kategorii średniej:  Jun Yong Park –  John Phillips

Zwycięstwo Parka przez jednogłośną decyzję sędziów
- Walka w kategorii lekkiej:  Jamie Mullarkey –  Fares Ziamm

Zwycięstwo Ziama przez jednogłośną decyzję sędziów
- Walka w kategorii półciężkiej:  Gadżymurad Antigułow –  Maksim Griszyn

Zwycięstwo Griszyna przez TKO w 2 rundzie
- Walka w kategorii koguciej:  Mark Striegl –  Said Nurmagomiedow

Zwycięstwo Nurmagomiedowa przez TKO w 1 rundzie

Nagrody bonusowe:
- Walka wieczoru →  Guram Kutateladze –  Mateusz Gamrot
- Występ wieczoru →  Jimmy Crute oraz  Jéssica Andrade

### UFC 254
Walka Wieczoru:
- Walka o pas mistrzowski UFC w kategorii lekkiej:  Chabib Nurmagomiedow –  Justin Gaethje

Zwycięstwo Nurmagomiedowa przez poddanie w 2 rundzie
Karta Główna:
- Walka w kategorii średniej:  Robert Whittaker –  Jared Cannonier

Zwycięstwo Whittakera przez jednogłośną decyzję sędziów
- Walka w kategorii ciężkiej:  Aleksandr Wołkow –  Walt Harris

Zwycięstwo Wołkowa przez TKO w 2 rundzie
- Walka w kategorii średniej:  Jacob Malkoun –  Phil Hawes

Zwycięstwo Hawesa przez TKO w 1 rundzie
- Walka kobiet w kategorii muszej:  Lauren Murphy –  Liliya Shakirova

Zwycięstwo Murphy przez poddanie w 2 rundzie
- Walka w kategorii półciężkiej:  Ion Cuțelaba –  Magomied Ankalajew

Zwycięstwo Ankalajewa przez TKO w 1 rundzie
Karta Wstępna:
- Walka w kategorii ciężkiej:  Tai Tuivasa –  Stefan Struve

Zwycięstwo Tuivasy przez TKO w 1 rundzie
- Walka w limicie -63,5 kg:  Nathaniel Wood –  Casey Kenney

Zwycięstwo Kenneya przez jednogłośną decyzję sędziów
- Walka w limicie -78 kg:  Alex Oliveira –  Szawkat Rachmonow

Zwycięstwo Rachmanowa przez poddanie w 1 rundzie
- Walka w kategorii półciężkiej:  Da Un Jung –  Sam Alvey

Remis niejednogłośny
- Walka kobiet w kategorii muszej:  Liana Jojua –  Miranda Maverick

Zwycięstwo Maverick przez TKO w 1 rundzie
- Walka w kategorii lekkiej:  Joel Alvarez –  Aleksandr Jakowlew

Zwycięstwo Alvareza przez poddanie w 1 rundzie

Nagrody bonusowe:
- Walka wieczoru →  Nathaniel Wood –  Casey Kenney
- Występ wieczoru →  Magomied Ankalajew oraz  Chabib Nurmagomiedow

### UFC on ABC: Holloway vs. Kattar
Walka Wieczoru:
- Walka w kategorii piórkowej:  Max Holloway –  Calvin Kattar

Zwycięstwo Hollowaya przez jednogłośną decyzję sędziów
Karta Główna:
- Walka w kategorii półśredniej:  Matt Brown –  Carlos Condit

Zwycięstwo Condita przez jednogłośną decyzję sędziów
- Walka w kategorii półśredniej:  Santiago Ponzinibbio –  Li Jingliang

Zwycięstwo Jinglianga przez KO w 1 rundzie
- Walka w kategorii średniej:  Alessio Di Chirico –  Joaquin Buckley

Zwycięstwo Di Chirico przez KO w 1 rundzie
- Walka w kategorii średniej:  Duško Todorović –  Punahele Soriano

Zwycięstwo Soriano przez TKO w 1 rundzie
Karta Wstępna:
- Walka kobiet w kategorii koguciej:  Yanan Wu –  Joselyne Edwards

Zwycięstwo Edwards przez jednogłośną decyzję sędziów
- Walka w kategorii ciężkiej:  Justin Tafa –  Carlos Felipe

Zwycięstwo Felipe przez niejednogłośną decyzję sędziów
- Walka w kategorii półśredniej:  David Zawada –  Ramazan Emiejew

Zwycięstwo Emiejewa przez niejednogłośną decyzję sędziów
- Walka kobiet w kategorii koguciej:  Vanessa Melo –  Sarah Moras

Zwycięstwo Melo przez jednogłośną decyzję sędziów
- Walka w kategorii piórkowej:  Austin Lingo –  Jacob Kilburn

Zwycięstwo Lingo przez jednogłośną decyzję sędziów

Nagrody bonusowe:
- Walka wieczoru →  Max Holloway –  Calvin Kattar
- Występ wieczoru →  Li Jingliang oraz  Alessio Di Chirico

### UFC on ESPN: Chiesa vs. Magny
Walka Wieczoru:
- Walka w kategorii półśredniej:  Michael Chiesa –  Neil Magny

Zwycięstwo Chiesy przez jednogłośną decyzję sędziów
Karta Główna:
- Walka w kategorii półśredniej:  Warlley Alves –  Mounir Lazzez

Zwycięstwo Alvesa przez TKO w 1 rundzie
- Walka w kategorii półciężkiej:  Vinicius Moreira –  Ike Villanueva

Zwycięstwo Villanuevy przez KO w 2 rundzie
- Walka kobiet w kategorii muszej:  Viviane Araujo –  Roxanne Modafferi

Zwycięstwo Araujo przez jednogłośną decyzję sędziów
- Walka w kategorii muszej:  Tyson Nam –  Matt Schnell

Zwycięstwo Schnella przez niejednogłośną decyzję sędziów
- Walka w kategorii piórkowej:  Douglas Silva de Andrade –  Lerone Murphy

Zwycięstwo Murphy'ego przez jednogłośną decyzję sędziów
Karta Wstępna:
- Walka w kategorii średniej:  Tom Breese –  Omari Achmedow

Zwycięstwo Achmedowa przez poddanie w 2 rundzie
- Walka w kategorii koguciej:  Gaetano Pirrello –  Ricky Simón

Zwycięstwo Simona przez poddanie w 2 rundzie
- Walka w kategorii muszej:  Su Mudaerji –  Zarrukh Adashev

Zwycięstwo Mudaerjego przez jednogłośną decyzję sędziów
- Walka w kategorii średniej:  Markus Perez –  Dalcha Lungiambula

Zwycięstwo Lungiambuly przez jednogłośną decyzję sedziów
- Walka w kategorii muszej:  Francisco Figueiredo –  Jerome Rivera

Zwycięstwo Figueiredo przez jednogłośną decyzję sędziów
- Walka w kategorii lekkiej:  Mason Jones –  Mike Davis

Zwycięstwo Davisa przez jednogłośną decyzję sędziów
- Walka w kategorii koguciej:  Siergej Morozow –  Umar Nurmagomiedow

Zwycięstwo Nurmagomiedowa przez poddanie w 2 rundzie
- Walka kobiet w kategorii muszej:  Manon Fiorot –  Victoria Leonardo

Zwycięstwo Fiorot przez TKO w 2 rundzie

Nagrody bonusowe:
- Walka wieczoru →  Mason Jones –  Mike Davis
- Występ wieczoru →  Warlley Alves oraz  Umar Nurmagomiedow

### UFC 257
Walka Wieczoru:
- Walka w kategorii lekkiej:  Conor McGregor –  Dustin Poirier

Zwycięstwo Poiriera przez TKO w 2 rundzie
Karta Główna:
- Walka w kategorii lekkiej:  Dan Hooker –  Michael Chandler

Zwycięstwo Chandlera przez TKO w 1 rundzie
- Walka kobiet w kategorii muszej:  Joanne Calderwood –  Jessica Eye

Zwycięstwo Calderwood przez jednogłośną decyzję sędziów
- Walka w kategorii średniej:  Andrew Sanchez –  Makhmud Muradov

Zwycięstwo Muradova przez KO w 3 rundzie
- Walka kobiet w kategorii słomkowej:  Amanda Ribas –  Marina Rodriguez

Zwycięstwo Rodriguez przez KO w 2 rundzie
Karta Wstępna:
- Walka w kategorii lekkiej:  Arman Carukjan –  Matt Frevola

Zwycięstwo Carukjana przez jednogłośną decyzję sędziów
- Walka w kategorii średniej:  Antônio Carlos Júnior –  Brad Tavares

Zwycięstwo Tavaresa przez jednogłośną decyzję sędziów
- Walka kobiet w kategorii koguciej:  Sara McMann –  Julianna Peña

Zwycięstwo Peñy przez poddanie w 3 rundzie
- Walka w kategorii półciężkiej:  Marcin Prachnio –  Khalil Rountree Jr.

Zwycięstwo Prachnio przez jednogłośną decyzję sędziów
- Walka w limicie -68 kg:  Mowsar Jewłojew –  Nik Lentz

Zwycięstwo Jewłojewa przez niejednogłośną decyzję sędziów
- Walka w kategorii muszej:  Amir Albazi –  Zhalgas Zhumagulov

Zwycięstwo Albaziego przez jednogłośną decyzję sędziów

Nagrody bonusowe:
- Występ wieczoru →  Marina Rodriguez ,  Michael Chandler ,  Dustin Poirier oraz  Makhmud Muradov

### UFC 267
Walka Wieczoru:
- Walka o pas mistrzowski UFC w kategorii półciężkiej:  Jan Błachowicz –  Glover Teixeira

Zwycięstwo Teixeiry przez poddanie w 2 rundzie
Karta Główna:
- Walka o tymczasowy pas mistrzowski UFC w kategorii koguciej:  Piotr Jan –  Cory Sandhagen

Zwycięstwo Jana przez jednogłośną decyzję sędziów
- Walka w kategorii lekkiej:  Dan Hooker –  Isłam Machaczew

Zwycięstwo Machaczewa przez poddanie w 1 rundzie
- Walka w kategorii ciężkiej:  Marcin Tybura –  Aleksandr Wołkow

Zwycięstwo Wołkowa przez jednogłośną decyzję sędziów
- Walka w kategorii półśredniej:  Li Jingliang –  Chamzat Czimajew

Zwycięstwo Czimajewa przez poddanie w 1 rundzie
- Walka w kategorii półciężkiej:  Magomied Ankalajew –  Volkan Oezdemir

Zwycięstwo Ankalajewa przez jednogłośną decyzję sedziów
Karta Wstępna:
- Walka kobiet w kategorii słomkowej:  Virna Jandiroba –  Amanda Ribas

Zwycięstwo Ribas przez jednogłośną decyzję sędziów
- Walka w kategorii piórkowej:  Ricardo Ramos –  Zubaira Tukhugov

Zwycięstwo Tukhugova przez jednogłośną decyzję sedziów
- Walka w kategorii średniej:  Albiert Durajew –  Roman Kopyłow

Zwycięstwo Durajewa przez jednogłośną decyzję sędziów
- Walka w kategorii półśredniej:  Elizeu Zaleski dos Santos –  Benoît Saint-Denis

Zwycięstwo dos Santosa przez jednogłośną decyzję sędziów
- Walka w kategorii półciężkiej:  Michał Oleksiejczuk –  Szamil Gamzatow

Zwycięstwo Oleksiejczuka przez TKO w 1 rundzie
- Walka w kategorii piórkowej:  Lerone Murphy –  Makwan Amirkhani

Zwycięstwo Murphego przez KO w 2 rundzie
- Walka w kategorii średniej:  Yaozong Hu –  Andre Petroski

Zwycięstwo Petroskiego przez poddanie w 3 rundzie
- Walka w kategorii muszej:  Allan Nascimento –  Tagir Ulanbekov

Zwycięstwo Ulanbekova przez niejednogłośną decyzję sędziów

Nagrody bonusowe:
- Występ wieczoru →  Glover Teixeira ,  Piotr Jan,  Chamzat Czimajew oraz  Cory Sandhagen

### UFC 275
Walka Wieczoru:
- Walka o pas mistrzowski UFC w kategorii półciężkiej:  Glover Teixeira –  Jiří Procházka

Zwycięstwo Procházki przez poddanie w 5 rundzie
Karta Główna:
- Walka kobiet o pas mistrzowski UFC w kategorii muszej:  Walentina Szewczenko –  Taila Santos

Zwycięstwo Szewczenko przez niejednogłośną decyzję sędziów
- Walka kobiet w kategorii słomkowej:  Zhang Weili –  Joanna Jędrzejczyk

Zwycięstwo Zhang przez KO w 2 rundzie
- Walka w kategorii półśredniej:  Jake Matthews –  Andre Fialho

Zwycięstwo Matthewsa przez TKO w 2 rundzie
- Walka w kategorii półśredniej:  Jack Della Maddalena –  Ramazan Emiejew

Zwycięstwo Della Maddaleny przez TKO w 1 rundzie
Karta Wstępna:
- Walka w kategorii piórkowej:  Josh Culibao –  Seung Woo Choi

Zwycięstwo Culibao przez niejednogłośną decyzję sędziów
- Walka w kategorii lekkiej:  Maheshate Hayisaer –  Steve Garcia

Zwycięstwo Hayisaera przez KO w 1 rundzie
- Walka w kategorii średniej:  Jacob Malkoun –  Brendan Allen

Zwycięstwo Allena przez jednogłośną decyzję sędziów
- Walka w kategorii koguciej:  Kyung Ho Kang –  Batgerel Danaa

Zwycięstwo Kanga przez jednogłośną decyzję sędziów
- Walka kobiet w kategorii słomkowej:  Silvana Gómez Juárez –  Na Liang

Zwycięstwo Juarez przez jednogłośną decyzję sędziów
- Walka kobiet w kategorii piórkowej:  Ramona Pascual –  Joselyne Edwards

Zwycięstwo Edwards przez jednogłośną decyzję sędziów

Nagrody bonusowe:
- Walka wieczoru →  Glover Teixeira –  Jiří Procházka
- Występ wieczoru →  Silvana Gómez Juárez , Jack Della Maddalena, Jake Matthews,  Maheshate Hayisaer, oraz  Zhang Weili

### UFC 280
Walka Wieczoru:
- Walka o pas mistrzowski UFC w kategorii lekkiej:  Charles Oliveira –  Isłam Machaczew

Zwycięstwo Machaczewa przez poddanie w 2 rundzie
Karta Główna:
- Walka o pas mistrzowski UFC w kategorii koguciej:  Aljamain Sterling –  T.J. Dillashaw

Zwycięstwo Sterlinga przez TKO w 2 rundzie
- Walka w kategorii koguciej:  Piotr Jan –  Sean O’Malley

Zwycięstwo O'Malleya przez niejednogłośną decyzję sędziów
- Walka w kategorii lekkiej:  Mateusz Gamrot –  Beneil Dariush

Zwycięstwo Dariusha przez jednogłośną decyzję sędziów
- Walka kobiet w kategorii muszej:  Manon Fiorot –  Katlyn Chookagian

Zwycięstwo Fiorot przez jednogłośną decyzję sędziów
Karta Wstępna:
- Walka w kategorii półśredniej:  Sean Brady –  Belal Muhammad

Zwycięstwo Muhammada przez TKO w 2 rundzie
- Walka w kategorii średniej:  Caio Borralho –  Makhmud Muradov

Zwycięstwo Borralho przez jednogłośną decyzję sedziów
- Walka w kategorii półśredniej:  Volkan Oezdemir –  Nikita Kryłow

Zwycięstwo Kryłowa przez jednogłośną decyzję sedziów
- Walka w kategorii półśredniej:  Abubakar Nurmagomiedow –  Gadzhi Omargadzhiev

Zwycięstwo Nurmagomiedowa przez jednogłośną decyzję sędziów
- Walka w kategorii średniej:  Armen Petrosyan –  A.J. Dobson

Zwycięstwo Petrosyana przez jednogłośną decyzję sędziów
- Walka w kategorii muszej:  Malcolm Gordon –  Muhammad Mokaev

Zwycięstwo Mokaeva przez poddanie w 3 rundzie
- Walka kobiet w kategorii koguciej:  Karol Rosa –  Lina Länsberg

Zwycięstwo Rosy przez większościową decyzję sędziów

Nagrody bonusowe:
- Walka wieczoru →  Piotr Jan –  Sean O’Malley
- Występ wieczoru →  Isłam Machaczew oraz  Belal Muhammad

### UFC Fight Night: Holloway vs. The Korean Zombie
Walka Wieczoru:
- Walka w kategorii piórkowej:  Max Holloway –  Jung Chan-sung

Zwycięstwo Hollowaya przez KO w 3 rundzie
Karta Główna:
- Walka w kategorii półciężkiej:  Ryan Spann –  Anthony Smith

Zwycięstwo Smitha przez niejednogłośną decyzję sędziów
- Walka w kategorii piórkowej:  Giga Chikadze –  Alex Caceres

Zwycięstwo Chikadze przez jednogłośną decyzję sędziów
- Walka w kategorii koguciej:  Rinya Nakamura –  Fernie Garcia

Zwycięstwo Nakamury przez jednogłośną decyzję sędziów
- Walka kobiet w kategorii muszej:  Taila Santos –  Erin Blanchfield

Zwycięstwo Blanchfield przez jednogłośną decyzję sędziów
Karta Wstępna:
- Walka w kategorii ciężkiej:  Junior Tafa –  Parker Porter

Zwycięstwo Tafy przez KO w 1 rundzie
- Walka w kategorii ciężkiej:  Waldo Cortes-Acosta –  Łukasz Brzeski

Zwycięstwo Cortesa-Acosty przez KO w 1 rundzie
- Walka w kategorii koguciej:  Toshiomi Kazama –  Garrett Armfield

Zwycięstwo Armfielda przez TKO w 1 rundzie
- Walka w kategorii średniej:  Michał Oleksiejczuk –  Chidi Njokuani

Zwycięstwo Oleksiejczuka przez TKO w 1 rundzie
- Walka w kategorii półśredniej:  Kenan Song –  Rolando Bedoya

Zwycięstwo Songa przez jednogłośną decyzję sędziów
- Walka w kategorii półśredniej:  Yusaku Kinoshita –  Billy Goff

Zwycięstwo Goffa przez TKO w 1 rundzie
- Walka kobiet w kategorii muszej:  Na Liang –  JJ Aldrich

Zwycięstwo Aldrich przez TKO w 2 rundzie
- Walka w kategorii piórkowej:  Seung Woo Choi –  Jarno Errens

Zwycięstwo Woo Choia przez jednogłośną decyzję sędziów

Nagrody bonusowe:
- Walka wieczoru →  Max Holloway –  Jung Chan-sung
- Występ wieczoru →  Junior Tafa oraz  Michał Oleksiejczuk

### UFC 294
Walka Wieczoru:
- Walka o pas mistrzowski UFC w kategorii lekkiej:  Isłam Machaczew –  Alexander Volkanovski

Zwycięstwo Machaczewa przez TKO w 1 rundzie
Karta Główna:
- Walka w kategorii średniej:  Kamaru Usman –  Chamzat Czimajew

Zwycięstwo Czimajewa przez większościową decyzję sędziów
- Walka w kategorii półciężkiej:  Johnny Walker –  Magomied Ankalajew

No Contest (nieintencjonalne kolano w parterze)
- Walka w kategorii średniej:  Warlley Alves –  Ikram Aliskierow

Zwycięstwo Aliskerova przez TKO w 1 rundzie
- Walka w kategorii koguciej:  Said Nurmagomiedow –  Muin Gafurov

Zwycięstwo Nurmagomiedowa przez poddanie w 1 rundzie
Karta Wstępna:
- Walka w kategorii muszej:  Muhammad Mokaev –  Tim Elliott

Zwycięstwo Mokaeva przez poddanie w 3 rundzie
- Walka w kategorii lekkiej:  Mohammad Yahya –  Trevor Peek

Zwycięstwo Peeka przez jednogłośną decyzję sędziów
- Walka w kategorii koguciej:  Javid Basharat –  Victor Henry

No Contest (nieintencjonalne kopnięcie w krocze)
- Walka w kategorii średniej:  Abu Azaitar –  Sedriques Dumas

Zwycięstwo Dumasa przez jednogłośną decyzję sędziów
- Walka w kategorii lekkiej:  Anshul Jubli –  Mike Breeden

Zwycięstwo Breedena przez KO w 3 rundzie
- Walka w kategorii piórkowej:  Nathaniel Wood –  Muhammad Naimov

Zwycięstwo Naimova przez jednogłośną decyzję sędziów
- Walka kobiet w kategorii słomkowej:  Victoria Dudakova –  Jinh Yu Frey

Zwycięstwo Dudakovej przez jednogłośną decyzję sedziów
- Walka w kategorii średniej:  Bruno Silva –  Szarabutdin Magomiedow

Zwycięstwo Magomiedowa przez jednogłośną decyzję sędziów

Nagrody bonusowe:
- Występ wieczoru →  Muhammad Mokaev ,  Ikram Aliskierow ,  Isłam Machaczew oraz  Said Nurmagomiedow

### UFC Fight Night: Whittaker vs. Aliskerov
Walka Wieczoru:
- Walka w kategorii średniej:  Robert Whittaker –  Ikram Aliskierow

Zwycięstwo Whittakera przez TKO w 1 rundzie

Karta Główna:
- Walka w kategorii ciężkiej:  Siergiej Pawłowicz –  Aleksandr Wołkow

Zwycięstwo Wołkowa przez jednogłośną decyzję sędziów
- Walka w kategorii lekkiej:  Kelvin Gastelum –  Daniel Rodriguez

Zwycięstwo Gasteluma przez jednogłośną decyzję sędziów
- Walka w kategorii średniej:  Antonio Trócoli –  Szarabutdin Magomiedow

Zwycięstwo Magomiedowa przez KO w 3 rundzie
- Walka w kategorii półciężkiej:  Johnny Walker –  Volkan Oezdemir

Zwycięstwo Oezdemira przez KO w 1 rundzie
Karta Wstępna:
- Walka w kategorii lekkiej:  Nasrat Haqparast –  Jared Gordon

Zwycięstwo Haqparasta przez niejednogłośną decyzję sędziów
- Walka w kategorii piórkowej:  Felipe Lima –  Muhammad Naimov

Zwycięstwo Limy przez poddanie w 3 rundzie
- Walka w kategorii półśredniej:  Nicolas Dalby –  Rinat Fakhretdinov

Zwycięstwo Fakhretdinova przez niejednogłośną decyzję sędziów
- Walka w kategorii koguciej:  Kyung Ho Kang –  Muin Gafurov

Zwycięstwo Gafurova przez jednogłośną decyzję sędziów
- Walka w kategorii półciężkiej:  Brendson Ribeiro –  Magomed Gadzhiyasulov

Zwycięstwo Gadzhiyasulova przez większościową decyzję sędziów
- Walka finałowa "Road to UFC" w kategorii koguciej:  Long Xiao –  Chang Ho Lee

Zwycięstwo Ho Lee przez niejednogłośną decyzję sędziów

Nagrody bonusowe:
- Występ wieczoru →  Robert Whittaker,  Felipe Lima,  Szarabutdin Magomiedow oraz  Volkan Oezdemir

### UFC Fight Night: Nurmagomedov vs. Sandhagen
Walka Wieczoru:
- Walka w kategorii koguciej:  Umar Nurmagomiedow –  Cory Sandhagen

Zwycięstwo Nurmagomiedowa przez jednogłośną decyzję sędziów

Karta Główna:
- Walka w kategorii średniej:  Michał Oleksiejczuk –  Szarabutdin Magomiedow

Zwycięstwo Magomiedowa przez jednogłośną decyzję sędziów
- Walka w kategorii koguciej:  Deiveson Figueiredo –  Marlon Vera

Zwycięstwo Figueiredo przez jednogłośną decyzję sędziów
- Walka w kategorii półśredniej:  Michael Chiesa –  Tony Ferguson

Zwycięstwo Chiesy przez poddanie w 1 rundzie
- Walka kobiet w kategorii słomkowej:  Lupita Godinez –  Mackenzie Dern

Zwycięstwo Dern przez jednogłośną decyzję sędziów
- Walka w kategorii lekkiej:  Elves Brener –  Joel Alvarez

Zwycięstwo Alvareza przez TKO w 3 rundzie

Karta Wstępna:
- Walka w kategorii półciężkiej:  Azamat Murzakanov –  Alonzo Menifield

Zwycięstwo Murzakanova przez TKO w 2 rundzie
- Walka w kategorii lekkiej:  Kauê Fernandes –  Mohammad Yahya

Zwycięstwo Fernandesa przez TKO w 1 rundzie
- Walka w kategorii ciężkiej:  Szamil Gaziew –  Don'Tale Mayes

Zwycięstwo Gaziewa przez jednogłośną decyzję sędziów
- Walka w kategorii lekkiej:  Jordan Vucenic –  Guram Kutateladze

Zwycięstwo Kutateladze przez jednogłośną decyzję sędziów
- Walka kobiet w kategorii słomkowej:  Victoria Dudakova –  Sam Hughes

Zwycięstwo Hughes przez niejednogłośną decyzję sędziów
- Walka w kategorii lekkiej:  Jai Herbert –  Rolando Bedoya

Zwycięstwo Herberta przez jednogłośną decyzję sędziów
- Walka w kategorii średniej:  Denis Tiuliulin –  Sedriques Dumas

Zwycięstwo Dumasa przez jednogłośna decyzję sędziów

Nagrody bonusowe:
- Walka wieczoru →  Michał Oleksiejczuk –  Szarabutdin Magomiedow
- Występ wieczoru →  Joel Alvarez oraz  Azamat Murzakanov

### UFC 308
Walka Wieczoru
- Walka o pas mistrzowski UFC w kategorii piórkowej:  Ilia Topuria  –  Max Holloway

Zwycięstwo Topurii przez KO w 3 rundzie
Karta Główna
- Walka w kategorii średniej:  Robert Whittaker –  Chamzat Czimajew

Zwycięstwo Czimajewa przez poddanie w 1 rundzie
- Walka w kategorii półciężkiej:  Aleksandar Rakić  –  Magomied Ankalajew

Zwycięstwo Ankalajewa przez jednogłośną decyzję sędziów
- Walka w kategorii piórkowej:  Lerone Murphy –  Dan Ige

Zwycięstwo Murphy'ego przez jednogłośną decyzję sędziów
- Walka w kategorii średniej:  Szarabutdin Magomiedow –  Armen Petrosjan

Zwycięstwo Magomiedowa przez KO w 2 rundzie
Karta Wstępna
- Walka w kategorii półciężkiej:  Raffael Cerqueira–  Ibo Aslan

Zwycięstwo Aslana przez TKO w 1 rundzie
- Walka w kategorii półśredniej:   Geoff Neal –  Rafael dos Anjos

Zwycięstwo Neal'a przez TKO w 1 rundzie
- Walka w limicie -72.5 kg:   Mateusz Rębecki –  Myktybek Orolbai

Zwycięstwo Rębeckiego przez niejednogłośną decyzję sędziów
- Walka w kategorii średniej:  Abusupijan Magomiedow –  Brunno Ferreira

Zwycięstwo Magomiedowa przez poddanie w 3 rundzie
- Walka w kategorii ciężkiej:  Kennedy Nzechukwu –   Chris Barnett

Zwycięstwo Nzechukwu przez KO w 1 rundzie
- Walka w kategorii koguciej:  Farid Basharat  –  Victor Hugo

Zwycięstwo Basharata przez jednogłośną decyzję sędziów
- Walka w kategorii średniej:  Ismaił Naurdijew –  Bruno Silva

Zwycięstwo Naurdijewa przez jednogłośną decyzję sędziów
- Walka w kategorii ciężkiej:  Rinat Fakhretdinov –   Carlos Leal

Zwycięstwo Fakhretdinova przez jednogłośną decyzję sędziów
Nagrody bonusowe:
- Walka wieczoru →   Mateusz Rębecki –  Myktybek Orolbai
- Występ wieczoru →  Ilia Topuria,  Chamzat Czimajew oraz  Szarabutdin Magomiedow

### UFC Fight Night: Yan vs. Figueiredo
Walka Wieczoru
- Walka w kategorii koguciej:  Piotr Jan –  Deiveson Figueiredo

Zwycięstwo Jana przez jednogłośną decyzję sędziów
Karta Główna
- Walka kobiet w kategorii słomkowej:  Tabatha Ricci –  Xiaonan Yan

Zwycięstwo Yan przez jednogłośną decyzję sędziów
- Walka w kategorii półśredniej:  Kenan Song –  Muslim Salichow

Zwycięstwo Salichowa przez KO w 1 rundzie
- Walka kobiet w kategorii muszej:  Gabriella Fernandes –  Wang Cong

Zwycięstwo Fernandes przez poddanie w 2 rundzie
- Walka w kategorii półciężkiej:  Carlos Ulberg –  Volkan Oezdemir

Zwycięstwo Ulberga przez jednogłośną decyzję sędziów
- Walka w kategorii półciężkiej:  Mingyang Zhang –  Ozzy Diaz

Zwycięstwo Zhanga przez TKO w 1 rundzie
Karta Wstępna
- Walka finałowa "Road to UFC" w kategorii koguciej:  Balgyn Jenisuly –  Su Young You

Zwycięstwo You przez jednogłośną decyzję sędziów
- Walka finałowa "Road to UFC" w kategorii muszej:  Kiru Sahota  –  Dong Hoon Choi

Zwycięstwo Choia przez KO w 1 rundzie
- Walka finałowa kobiet "Road to UFC" w kategorii słomkowej:  Xiaocan Feng –  Ming Shi

Zwycięstwo Shi przez KO w 3 rundzie
- Walka w kategorii muszej:  Nyamjargal Tumendemberel –  Carlos Hernandez

Zwycięstwo Hernandeza przez niejednogłośną decyzję sędziów
- Walka w kategorii muszej:  Lone'er Kavanagh –  Jose Ochoa

Zwycięstwo  Kavanagha przez jednogłośną decyzję sędziów
- Walka w kategorii koguciej:  Long Xiao –  Quang Le

Zwycięstwo Xiao przez TKO w 3 rundzie
- Walka w kategorii lekkiej:  Nikolas Motta –  Maheshate Hayisaer

Zwycięstwo Motty przez jednogłośną decyzję sędziów
Nagrody bonusowe:
- Występ wieczoru →  Gabriella Fernandes,  Mingyang Zhang,  Ming Shi oraz  Muslim Salichow

### UFC Fight Night: Adesanya vs. Imavov
Walka Wieczoru
- Walka w kategorii średniej:  Israel Adesanya –  Nassourdine Imawow

Zwycięstwo Imawowa przez TKO w 2 rundzie
Karta Główna
- Walka w kategorii średniej:  Michael Page  –  Szarabutdin Magomiedow

Zwycięstwo Page'a przez jednogłośną decyzję sędziów
- Walka w kategorii ciężkiej:  Siergiej Pawłowicz –  Jairzinho Rozenstruik

Zwycięstwo Pawłowicza przez jednogłośną decyzję sędziów
- Walka w kategorii koguciej:  Vinicius Oliveira –  Said Nurmagomiedow

Zwycięstwo Oliveiry przez jednogłośną decyzję sędziów
- Walka w kategorii lekkiej:  Farès Ziam –  Mike Davis

Zwycięstwo Ziama przez jednogłośną decyzję sędziów
Karta Wstępna
- Walka w kategorii piórkowej:  Muhammad Naimov  –  Kaan Ofli

Zwycięstwo Naimova przez jednogłośną decyzję sędziów
- Walka w kategorii ciężkiej:  Szamil Gaziew –  Thomas Petersen

Zwycięstwo Gaziewa przez KO w 1 rundzie
- Walka w kategorii lekkiej:  Damir Hadžović –  Terrance McKinney

Zwycięstwo McKinneya przez TKO w 1 rundzie
- Walka kobiet w kategorii muszej:  Mayra Bueno Silva –  Jasmine Jasudavicius

Zwycięstwo Jasudavicius przez jednogłośną decyzję sędziów
- Walka w kategorii piórkowej:  Bogdan Grad –  Lucas Alexander

Zwycięstwo Grada przez TKO w 2 rundzie
- Walka w kategorii ciężkiej:  Hamdy Abdelwahab –  Jamal Pogues

Zwycięstwo Abdelwahaba przez niejednogłośną decyzję sędziów

Nagrody bonusowe:
- Walka wieczoru →  Vinicius Oliveira –  Said Nurmagomiedow
- Występ wieczoru →  Bogdan Grad oraz  Nassourdine Imawow

### UFC Fight Night Whittaker vs. de Ridder
Walka Wieczoru
- Walka w kategorii średniej  Robert Whittaker –  Reinier de Ridder

Zwycięstwo  de Riddera przez niejednogłośną decyzję sędziów
Karta Główna
- Walka w kategorii koguciej  Piotr Jan –  Marcus McGhee

Zwycięstwo Jana przez jednogłośną decyzję sędziów
- Walka w kategorii średniej  Marc-André Barriault –  Szarabutdin Magomiedow

Zwycięstwo Magomiedowa przez jednogłośną decyzję sędziów
- Walka w kategorii muszej  Asu Almabayev –  Jose Ochoa

Zwycięstwo Almabayeva przez jednogłośną decyzję sędziów
- Walka w kategorii półciężkiej  Nikita Kryłow –  Bogdan Guskov

Zwycięstwo Guskova przez KO w 1 rundzie
Karta Wstępna
- Walka w kategorii koguciej  Said Nurmagomiedow  –  Bryce Mitchell

Zwycięstwo Mitchella przez jednogłośną decyzję sędziów
- Walka w kategorii półciężkiej  Carlos Leal  –  Muslim Salikhov

Zwycięstwo Salikhova przez KO w 1 rundzie
- Walka w kategorii koguciej  Davey Grant –  Da'Mon Blackshear

Zwycięstwo Granta przez jednogłośną decyzje sędziów
- Walka kobiet w kategorii słomkowej  Amanda Ribas –  Tabatha Ricci

Zwycięstwo Ricci przez TKO w 2 rundzie
- Walka w kategorii półciężkiej  Ibo Aslan  –  Billy Elekana

Zwycięstwo Elekany przez jednogłośną decyzję sędziów
- Walka w kategorii piórkowej  Mohammad Yahya –  Steven Nguyen

Zwycięstwo Nguyena przez TKO w 2 rundzie
- Walka w kategorii ciężkiej  Marcus Buchecha –  Martin Buday

Zwycięstwo Budaya przez jednogłośną decyzje sędziów
Nagrody bonusowe:
- Walka wieczoru →   Marc-André Barriault –  Szarabutdin Magomiedow
- Występ wieczoru →  Muslim Salikhov oraz  Steven Nguyen

### UFC Fight Night: Zhang vs. Walker
Walka Wieczoru
- Walka w kategorii półciężkiej:  Johnny Walker –  Mingyang Zhang

Karta Główna
- Walka w kategorii piórkowej:  Brian Ortega –  Aljamain Sterling
- Walka w kategorii  średniej:  Michel Pereira –  Marco Tulio
- Walka w kategorii ciężkiej:  Waldo Cortes-Acosta –  Siergiej Pawłowicz
- Walka w kategorii muszej:  Su Mudaerji –  Kevin Borjas
- Walka w kategorii lekkiej:  Rong Zhu –  Austin Hubbard

Karta Wstępna
- Walka w kategorii półciężkiej:  Diyar Nurgozhay –  Uran Satybaldiev
- Walka w kategorii muszej:  Lone'er Kavanagh –  Charles Johnson
- Walka kobiet w kategorii słomkowej:  Bruna Brasil –  Ming Shi
- Walka w kategorii półśredniej:  Kenan Song –  Kiefer Crosbie
- Walka w kategorii koguciej:  Long Xiao –  Su Young You
- Walka w kategorii lekkiej:  Maheshate Hayisaer –  Gauge Young
- Walka w kategorii :  TBA –  TBA

Nagrody bonusowe:
- Walka wieczoru →  –
- Występ wieczoru →

### UFC 321
Walka Wieczoru
- Walka o pas mistrzowski UFC w kategorii ciężkiej:  Tom Aspinall –  Ciryl Gane

Karta Główna
- Walka w kategorii ciężkiej:  Jailton Almeida –  Aleksandr Wołkow
- Walka w kategorii półciężkiej:  Aleksandar Rakić –  Azamat Murzakanov
- Walka w kategorii :  TBA –  TBA

Karta Wstępna
- Walka w kategorii muszej:  Azat Maksum –  Mitch Raposo
- Walka w kategorii ciężkiej:  Hamdy Abdelwahab –  Chris Barnett
- Walka w kategorii średniej:  Jun Yong Park –  Ikram Aliskierow
- Walka w kategorii :  TBA –  TBA

Nagrody bonusowe:
- Walka wieczoru →  –
- Występ wieczoru →

### UFC Fight Night: TBA vs. TBA
Walka Wieczoru
- Walka w kategorii :  TBA –  TBA

Karta Główna
- Walka w kategorii :  TBA –  TBA

Karta Wstępna
- Walka w kategorii :  TBA –  TBA

Nagrody bonusowe:
- Walka wieczoru →  –
- Występ wieczoru →